# Football Club des Girondins de Bordeaux
 (août 2024).
Si vous disposez d'ouvrages ou d'articles de référence ou si vous connaissez des sites web de qualité traitant du thème abordé ici, merci de compléter l'article en donnant les références utiles à sa vérifiabilité et en les liant à la section « Notes et références ».
Girondins de Bordeaux redirige ici. Pour l'équipe féminine, voir Football Club des Girondins de Bordeaux (féminines). Pour les autres sections, voir Girondins de Bordeaux omnisports, Girondins de Bordeaux hockey club et Girondins de Bordeaux HBC.
Pour les articles homonymes, voir GDB.
Cet article fait partie d'un « bon thème » labellisé en 2012.
Maillots
Actualités
Dernière mise à jour : 17 août 2025.
Le Football Club des Girondins de Bordeaux est un club de football français fondé en 1920 à Bordeaux en tant que section football du club omnisports des Girondins de Bordeaux et basé au Haillan, au nord-ouest de l'agglomération bordelaise.
Les Girondins de Bordeaux ont d'abord évolué au Stade des Chartrons avant de rejoindre progressivement, à partir de 1938, le Parc Lescure, renommé Stade Chaban-Delmas en 2001, et d'en devenir les occupants exclusifs de 1958 à 2015, avant d'émigrer au Matmut Atlantique, plus moderne. Le club s’entraîne depuis le début des années 1980 au Centre international d’entraînement du FC Girondins de Bordeaux, sur la commune du Haillan dans la banlieue de Bordeaux où se situe également son siège.
Le club marine et blanc a remporté à six reprises le Championnat de France, quatre Coupes de France et trois Coupes de la Ligue. Le FC Girondins de Bordeaux a connu plusieurs années de gloire, notamment sous la présidence de Claude Bez entre 1978 et 1990.
Le FC Girondins de Bordeaux a atteint une finale de coupe européenne, en 1996 en Coupe de l'UEFA battu par le Bayern Munich. L'épopée européenne en 1995-1996 lance les Girondins de Bordeaux vers un titre de Champion de France, gagné en 1999. Depuis, le club a acquis trois Coupes de la Ligue (2002, 2007 et 2009), un titre de Champion de France (2009) et une Coupe de France (2013).
Le FC Girondins de Bordeaux est, depuis le 23 juillet 2021, présidé par Gérard Lopez qui succède à Frédéric Longuépée. Le club est racheté à cette même date par Gérard Lopez. Le FC Girondins de Bordeaux fait partie de l'association européenne des clubs depuis 2008. En juillet 2015, le club crée une section féminine qui monte en D1 Arkema en 2016.
Le club se classe dernier lors de la saison 2021-2022 de Ligue 1 et échappe à une rétrogradation administrative du club en National 1 par la DNCG, confirmée en appel le 5 juillet 2022. Finalement, la Fédération française de football, après l'avis positif du CNOSF, officialise le maintien des Girondins en Ligue 2 BKT pour la saison 2022-2023. Malgré une saison où les girondins frôlent la qualification pour la remontée, l'équipe reste en Ligue 2 jusqu'à la saison 2023-2024. Pire, depuis la saison 2024-2025, le club évolue en National 2, à la suite d'une descente administrative décidée par la DNCG.

## Histoire

### Débuts en amateur (1920-1937)
L'histoire des Girondins de Bordeaux avant leur passage au professionnalisme en 1937 est mal documentée. Bien que plusieurs ouvrages sur le club aient été publiés depuis les années 2000, ceux-ci se concentrent sur la période professionnelle du club et ne laissent qu'une place superficielle aux débuts du club sous statut amateur.
Le club a longtemps affirmé avoir été fondé en 1881, ce qui est une date fantaisiste, dans la mesure où elle se situe une dizaine d'années avant l'arrivée du football en France. Cette date de 1881 correspond en fait à la fondation de la Société de gymnastique et de tir des Girondins, club omnisports à l'origine des Girondins de Bordeaux, qui ne pratiquait pas le football,,[source insuffisante]. La date de 1910 a pu être avancée comme date de création d'une section football, qui n'aurait duré qu'une saison[réf. nécessaire], mais cette date ne peut être retenue faute de documentation.
Les Girondins s'affilient à la Fédération française de football association en 1920[réf. nécessaire],. Ils débutent en championnat pour la saison 1920-1921, le club étant intégré à la 2e série du championnat du Sud-Ouest,. En l'absence d'autres éléments, seule la date de 1920 peut donc être retenue comme date de fondation des Girondins de Bordeaux.
Après fusions avec d'autres clubs de sports[Lesquels ?][Quand ?], changement de local et déménagement rue Henri-IV, la section football du Girondins Guyenne Sport compte vingt-quatre licenciés[réf. nécessaire]. Les Girondins fusionnent quelques semaines plus tard avec l’Argus Sport qui transmet aux Girondins ses couleurs Marine et Blanc. Le nombre de licenciés de la section football passe alors à 70.[réf. nécessaire]. La première rencontre officielle du club a lieu à l'occasion de l'ouverture du championnat de 2e série, le 10 octobre 1920 au stade du Jard situé Mérignac. Les Girondins battent le Cenon-Sports sur le score de 3 à 2, le premier but de l'Histoire du club bordelais étant le résultat d'un csc du gardien cennonais.
Les Girondins de Bordeaux, devenus dès les années 1950 une place forte du football français, ont la particularité de n'être à l'origine qu'un club secondaire de la ville, qui plus est dans un territoire où le football a tardé à se développer. Le club bordelais historique est en effet le Stade bordelais, vainqueur régulier du championnat de la Côte d'Argent entre 1903 et 1919 (mais qui n'obtiendra pas de bons résultats en championnat de France), puis quadruple champion du Sud-Ouest dans les années 1920. Néanmoins, le Stade bordelais refusa le professionnalisme après son adoption en France en 1932, laissant le champ libre aux deux autres grands clubs bordelais en 1933, le Sporting Club de la Bastidienne et le Deportivo Bordeaux, respectivement quintuple et double champion du Sud-Ouest entre 1923 et 1933, qui intègrent pour la saison 1933-1934 la deuxième division professionnelle.
Les deux clubs professionnels bordelais, contraints de se regrouper pour la saison 1934-1935 au nom du principe « une ville, un club », forment le Football Club hispano-bastidien. L'expérience ne fonctionne pas ; le FC hispano-bastidien abandonne le professionnalisme à la fin de la saison, laissant Bordeaux orpheline d'un club professionnel pendant deux ans.
Les Girondins, devenus Girondins Guyenne Sports en 1924[réf. nécessaire] puis Girondins de Bordeaux Football Club en 1936[réf. nécessaire], remportent en 1937 leur premier titre de champion du Sud-Ouest, devenant pour la première fois le meilleur club bordelais. Qualifiés pour le championnat de France amateurs, les Girondins de Bordeaux remportent le titre le 23 mai 1937.
Devenu en seulement deux saisons la nouvelle place forte du football bordelais, les Girondins posent dans la foulée leur candidature pour le statut professionnel. Elle est admise le 8 juin 1937, le club intégrant la deuxième division pour la saison 1937-1938.

### Débuts professionnels (1937-1945)

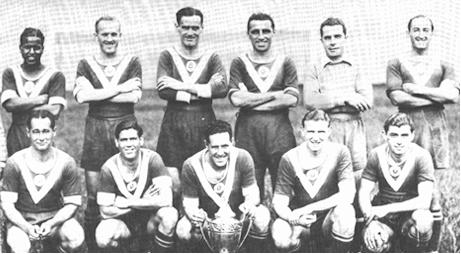
Équipe de 1941.

Les Girondins disputent leur premier match professionnel à Toulouse le 23 août 1937 (défaite 3 à 2) mais leur début à Bordeaux est victorieux face à Nîmes. Les Girondins termineront leur première saison professionnelle avant-derniers et troisièmes de la poule de consolation. Au début de leur seconde saison en seconde division, les Girondins arborent pour la première fois un maillot avec un scapulaire, alors très à la mode sur les maillots des équipes.
« Les Girondins ont une grande équipe, une très grande équipe qui fera parler d'elle. »
— Henri Jooris, président Lillois
Les Girondins sont gâtés avec la Coupe du monde de 1938 organisée en France. Pour l’occasion, un nouveau stade est inauguré le 12 juin 1938 : le Stade Municipal de Bordeaux qui deviendra plus tard Parc Lescure puis le stade Jacques Chaban Delmas où les Girondins ont évolué jusqu'en 2015.
Lors de la saison 1938-1939, les Girondins finissent 11es d'une D2 fantaisiste à 23 clubs, dont 2 abandonnent en cours de saison, et où les deux leaders creusent un écart de 15 points avec le troisième.
Le 15 octobre 1940, les Girondins fusionnent avec l’Association Sportive du Port et le maillot s'orne dès lors d'une ancre de marine à la base du scapulaire, fusion plus « sociale » que sportive. En effet, alors que la France est plongée en pleine seconde Guerre mondiale en enrôlant les sportifs des Girondins dans le corps des pompiers du port de Bordeaux, Brard leur évite d'être déportés dans le cadre du service du travail obligatoire ou par l'organisation Todt pour la construction du mur de l'Atlantique.
Les Girondins A.S.P. (nouvelle dénomination à la suite de la fusion) remportent leur première Coupe de France en 1941. En raison de la situation géopolitique de l'époque, cette coupe se dispute en plusieurs finales. Bordeaux élimine le Red Star (France occupée) au Parc des Princes le 13 avril (3-1), Toulouse (zone libre) sur le même score puis à Saint-Ouen le club de la banlieue lilloise, le SC Fives (zone interdite) 2 à 0, deux buts de Santiago Urtizberea. Il faudra attendre quarante-cinq ans pour voir les joueurs au scapulaire soulever de nouveau la Coupe après six finales perdues entre-temps. Lors du match contre le Red Star, Charles Rigoulot, haltérophile, « l'homme le plus fort au monde », donne le coup d'envoi.

### Entre joies et désillusions (1945-1978)
À la Libération, les Girondins repartent en Division 2 avant de retrouver l'élite en 1949.
Le 7 mai 1950, à la fin de leur première saison en Division 1, les Girondins de Bordeaux sont sacrés champions de France avec 6 points d'avance sur Lille : (meilleure attaque : 88 buts, meilleure défense : 40 buts) c'est la première fois qu'une équipe venant de monter de D2 devient championne de D1. L'entraîneur André Gérard est l'un des grands artisans de ce titre. Sous sa conduite, Bordeaux muscle son jeu et devient « l'imprenable forteresse ». Parmi les attaquants, trois noms se détachent : De Harder, Kargu et Libar, meilleurs buteurs de l'équipe.
La formation championne de France est la suivante : Depoorter ou Villenave - Garriga, Swiatek, Mérignac - M’Barek, Gallice, Persillon, Libar – Kargu, Mustapha, De Harder.
Les Girondins disputent alors la Coupe Latine 1950 qui oppose les champions de France, d'Espagne, d'Italie et du Portugal. Les équipes qualifiées sont respectivement l'Atlético de Madrid, la Lazio Rome et le Benfica Lisbonne. La finale contre Benfica disputée à Lisbonne doit être rejouée à la suite d'un match nul 2-2 et Bordeaux s'incline 2-3 lors d'un second match durant 2 heures et 25 minutes, prolongation au but en or sans limite de temps comprise.
Les Girondins rentrent ensuite dans le rang malgré une seconde place en 1952 et deux finales de Coupe de France (1952, 1955). Avec l'arrivée de Salvador Artigas au poste d'entraîneur, Bordeaux revient au premier plan dans les années 1960 et flirte avec les sommets sans toutefois obtenir de trophée (trois places de second en Championnat, trois finales de Coupe de France perdues face à Lyon en 1964, Saint-Étienne en 1968, et Marseille en 1969).
En 1961-1962, Bordeaux participe à l'éphémère Coupe anglo-franco-écossaise, l'emportant contre Southampton 4-3 en score cumulé.
Bordeaux ne peut plus continuer à effectuer d’incessants va-et-vient entre la D1 et la D2. Il lui faut repartir sur des bases plus saines et solides. Trois hommes à forte personnalité, vont participer à ce renouveau. Henri Martin accède à la présidence du club. Président du CIVB, maire de Saint-Julien-Beychevelle, c’est un homme à poigne. Jean Maury devient le patron du football. C’est un enthousiaste doté d’une nature bouillante. Salvador Artigas revient. Il fut joueur. Le voilà entraîneur. C’est un énorme travailleur, d’une rigueur sans faille. Leur tempérament est différent. L’entente sera pourtant excellente. Bordeaux est en D2 lors de la saison 1960/61. Il y sera encore la saison suivante. Pour la dernière fois jusqu’en 1991 !
C'est l'époque des Montes, Chorda, De Bourgoing, Couécou, ou autres Simon dans un style inspiré du catenaccio italien : physique, défensif. Cette solidité jamais récompensée fait ensuite place à un lent déclin dans les années 1970. Malgré l'éclosion de futurs internationaux (Gallice, Bergeroo, et surtout Giresse), le club végète en milieu du classement de la première division, luttant parfois pour le maintien, comme en 1978, année où Bordeaux finit avec un petit point d'avance sur le premier relégué. La destinée de la section football des Girondins fut confiée à un triumvirat constitué de Jean Roureau, Jacques Descudet et M. Magré. Ce dernier renonça rapidement. Les deux premiers restèrent. Bordeaux allait connaître des années grises. Sixième en 1970. Cinquième en 1971. Le club restera figé dans le ventre mou du championnat jusqu'à l'arrivée en août 1978 d'un nouveau président, Claude Bez.

### Décennie couverte d'or (1979-1990)

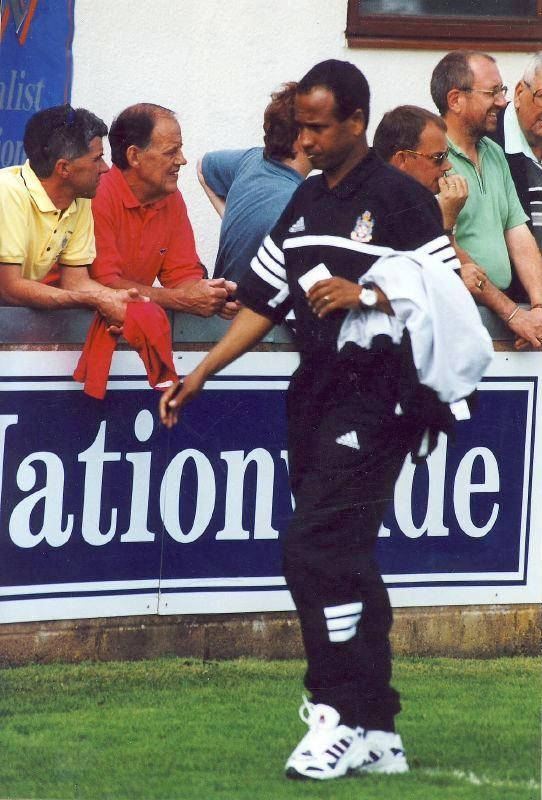
Jean Tigana, joueur de 1981 à 1989.

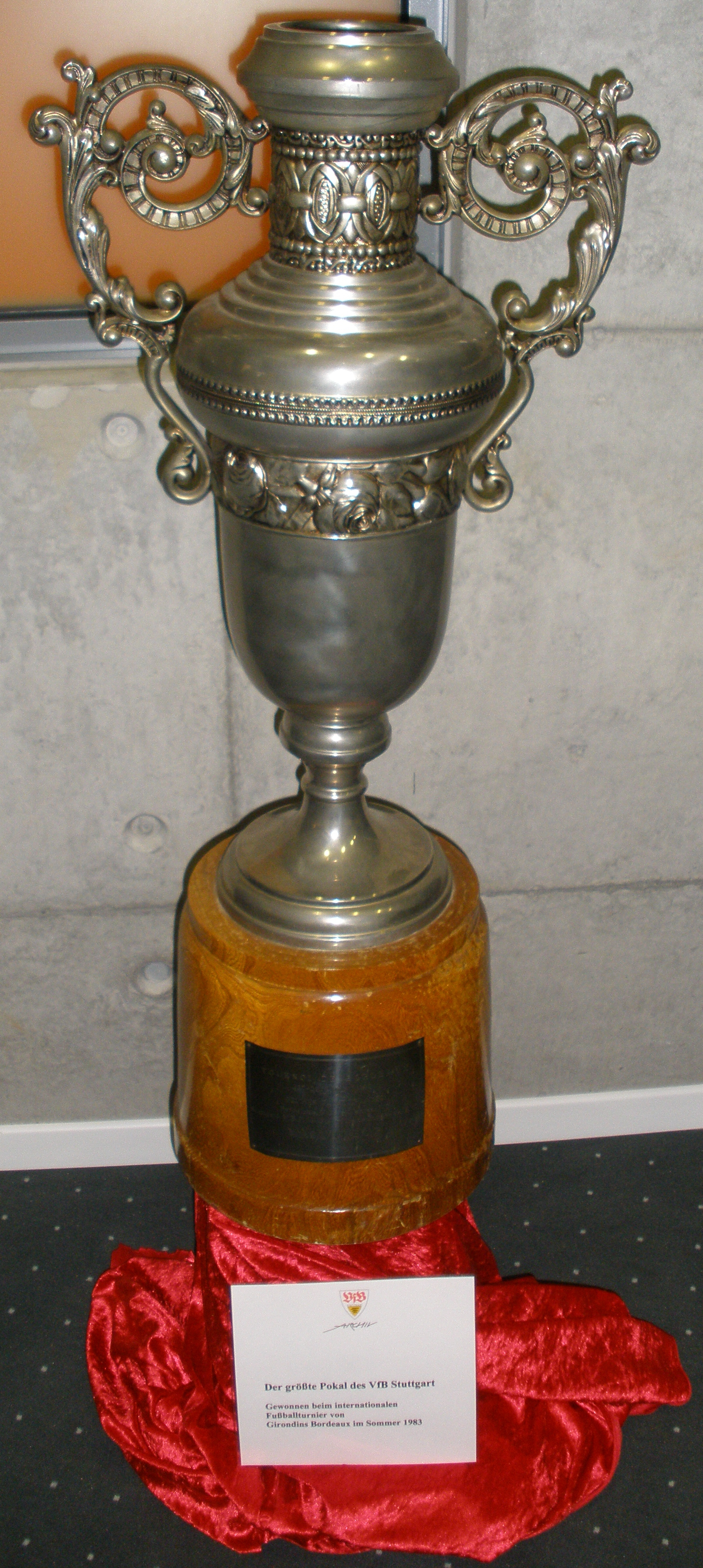
Trophée du Centenaire Tournoi des Girondins de Bordeaux.

Trésorier du club depuis 1974, Claude Bez accède à la présidence du club au scapulaire en août 1978. S'appuyant sur sa fortune immobilière et résolu à remettre les Girondins aux premières loges sans tarder, Claude Bez injecte des millions de francs dans les caisses bordelaises. Il recrute une pléthore de joueurs internationaux dont Lacombe, Sahnoun ou encore Gemmrich et fait de Bordeaux, sur le papier, un rival crédible de grands clubs comme Nantes, Saint-Étienne, ou Strasbourg qui sont alors les ténors du football français.
Claude Bez prévient que trois ans seront nécessaires pour monter une formation susceptible de disputer une Coupe d’Europe et, surtout, de rester au sommet. La saison 1979-80 manque de peu de tourner au désastre : après un début de saison catastrophique, les Girondins sont relégables après treize journées sous la direction de l'entraîneur argentin Luis Carniglia. Claude Bez remplace alors celui-ci par Raymond Goethals, auréolé de ses succès européens avec Anderlecht, pour une « pige » de neuf mois. Pari gagné : les Girondins redressent la barre et terminent sixièmes, faisant jeu égal avec le champion Nantes malgré le tragique décès d'Omar Sahnoun d'une crise cardiaque à l'entraînement en avril 1980. (Sahnoun, alors âgé de 25 ans, décède quelques mois avant la naissance de son fils Nicolas qui jouera lui aussi aux Girondins). Au départ de Goethals, et sur la foi de l'expérience lyonnaise de Bernard Lacombe, Bez recrute en provenance de l'OL un jeune entraîneur encore peu connu : Aimé Jacquet. Arrivent également de nouveaux joueurs : René Girard, François Bracci, ainsi que Jean Fernandez et Marius Trésor, qui quittent l'OM relégué en D2. Tous les ingrédients sont réunis pour partir à la conquête de l'Europe.
Jacquet impose son 4-4-2, ce qui implique que Soler et Gemmrich, pourtant tous deux internationaux, alterneront sur le banc, puisque Bernard Lacombe est titulaire indiscutable. En défense, Trésor et Bracci retrouvent une seconde jeunesse et une envie de jouer extraordinaire. Bilan : les Girondins terminent troisièmes de la saison 1980-1981 et obtiennent leur billet pour la coupe de l'UEFA. Lors de l’été 1981, c’est Jean Tigana qui pose ses valises en Gironde. L’Europe s’arrête à Hambourg pour Bordeaux. Le championnat se passe bien. Bordeaux est quatrième. C’est mieux mais c’est insuffisant pour Claude Bez. Un grand nombre d'internationaux français et étrangers sont recrutés et jouent à Bordeaux autour de l'emblématique Alain Giresse. On peut citer Dropsy, Bracci, Domenech, Thouvenel, Specht, Tusseau, Trésor, Battiston, Girard, Tigana, Touré, Dieter Müller, ou encore les jumeaux Zlatko et Zoran Vujović.
Durant les années 1980, les Girondins sont l'équipe-phare du football français. Les Girondins remportent trois titres en 1984, 1985 et 1987, deux coupes de France et se qualifient chaque année pour les coupes d'Europe. En 1983, le club a organisé un centenaire tournoi. Les Girondins remportent la demi-finale contre le FC Barcelone et sont battus en finale par le VfB Stuttgart.
Les Girondins réalisent deux bonnes campagnes européennes. En 1985, ils sont battus en demi-finale de la Coupe des champions par la Juventus de Michel Platini, défaite 3-0 au match aller joué au Stadio Comunale et vainqueurs 2-0 au retour au terme d'un match joué devant 40 211 spectateurs, record d'affluence au stade Lescure qui n'a pas encore été battu à ce jour. En 1987, les Girondins sont cette fois-ci éliminés en demi-finale de la Coupe des Coupes, par le Lokomotive Leipzig. Battus 0-1 à l'aller à Lescure, les Girondins s'imposent à Leipzig sur le même score et sont finalement éliminés lors de la séance des tirs au but.
Le 30 avril 1986, les Girondins remportent la Coupe de France de football après cinq finales perdues. Face à l'Olympique de Marseille, Bordeaux s'impose 2-1 après prolongation grâce à un somptueux but de Giresse sur Joseph-Antoine Bell. À la suite de cette victoire, Giresse et Lacombe, accompagnés de Yoan Wachtel, vont parcourir le trajet Bordeaux-Lourdes à vélo pour tenir la promesse qu'ils avaient faite. L'année suivante, Bordeaux remporte son premier et seul doublé en devançant Marseille de quatre points en Championnat et dominant les mêmes Phocéenss (2-0) en finale de la Coupe de France.
Pendant ces années fastes, Bordeaux fournit aussi à l'équipe de France l'ossature de l'équipe vainqueur de l'Euro 1984 et demi-finaliste des Coupes du monde 1982 et 1986.

### Rétrogradation et renouveau (1990-2005)

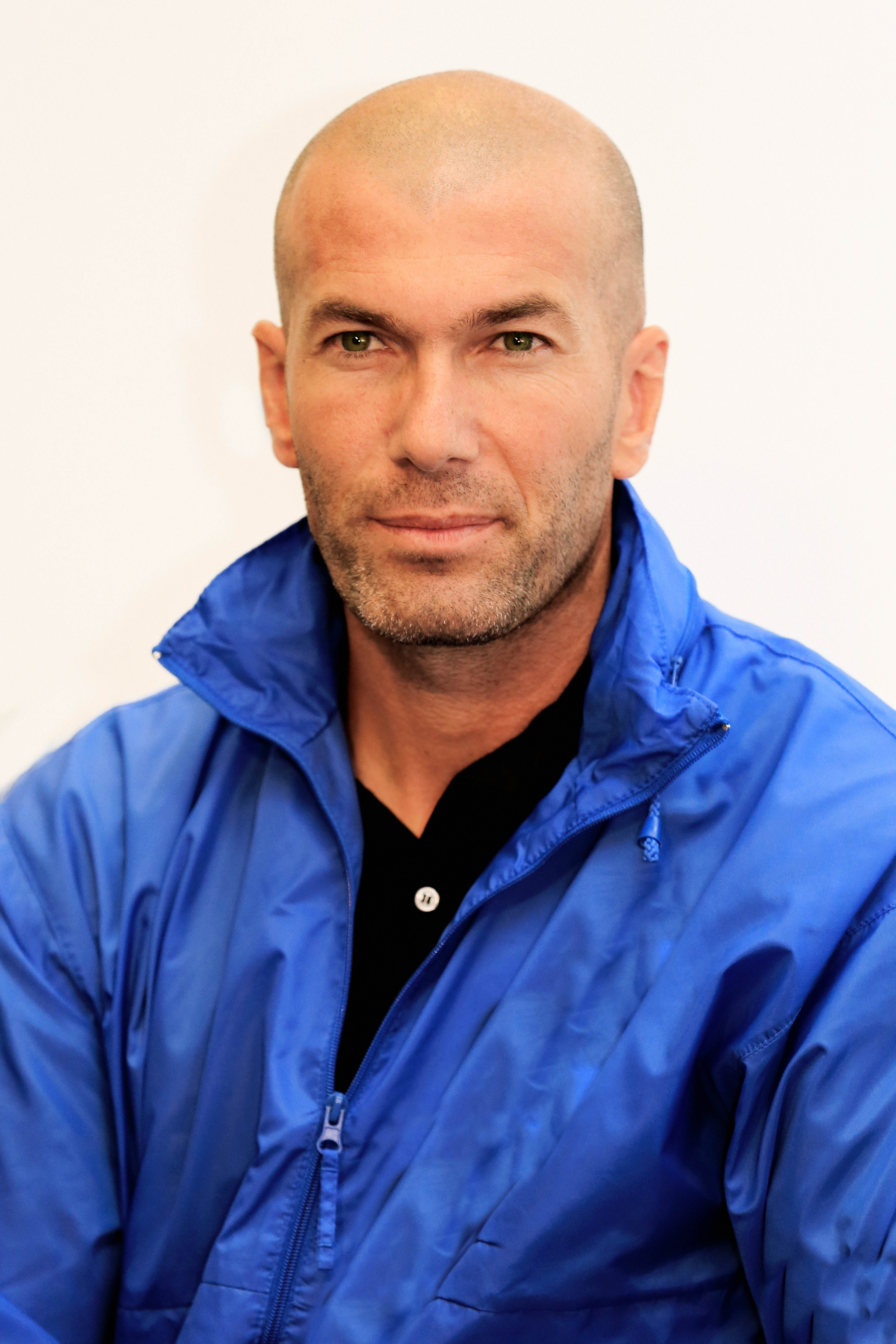
Zinedine Zidane, joueur de 1992 à 1996.

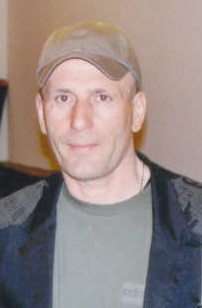
Elie Baup, entraîneur de 1998 à 2003.

Au terme de la saison 1990-1991 où le club finit dixième (mais manquant d'un rien une qualification en Coupe d'Europe lors du dernier match perdu 1-0 à Lyon), la DNCG décide de reléguer administrativement les Girondins de Bordeaux en D2 en raison de leur déficit budgétaire (environ 45 millions d'euros). Le président emblématique Claude Bez fut poussé à la démission. Il décède le 26 janvier 1999.
La remontée est immédiate (Champion de D2) et les Girondins, appuyés par une série de partenaires solides (Alain Afflelou puis M6 8 ans plus tard), se rétablissent rapidement à un bon niveau, retrouvant fréquemment l'Europe avec l'arrivée de Rolland Courbis, juste après la saison en D2, il finit 4e du championnat à trois reprises (1993, 1994 et 1997). Mais c'est sans Courbis que les Girondins réalisent leur belle performance en Coupe UEFA en 1996 (Slavo Muslin puis Gernot Rohr).
La saison commence tôt pour les Girondins avec la coupe Intertoto débutant le 1er juillet. Autant cette saison, les Girondins vont franchir tous les paliers un par un de l'Intertoto puis de la coupe UEFA pour finalement arriver en finale, autant au point de vue national, le bilan est moyen pour l'équipe entraînée en début de saison par Slavo Muslin, l'équipe finissant 16e à quelques petits points du premier relégable. Un des moments forts de la saison se déroule le 19 mars lors du match retour contre le Milan AC. Alors que les Milanais s'étaient imposés chez eux lors du match aller sur le score de 2 à 0, et étaient par conséquent largement favoris pour la qualification en demi-finale, les Bordelais dirigés par Gernot Rohr et menés par Christophe Dugarry, Bixente Lizarazu et Zinédine Zidane vont finalement renverser la vapeur pour gagner le match retour 3 à 0. Par la suite, ils battent également le Slavia Prague mais tombent lors de la finale contre le Bayern Munich. À la suite de cette défaite, les Girondins finiront doucement la saison et de nombreux départs seront à déplorer lors de l'intersaison. Ainsi, parmi les joueurs ayant joué la finale de la coupe de l'UEFA, Lizarazu, Zidane, Dugarry, Huard, Dogon, Friis Hansen, Witschge, Lucas, Dutuel et Bancarel vont tous quitter le club et il ne reste alors que Tholot, Grenet et Croci comme base pour reconstruire les Girondins.
1999 est également un moment fort des années 1990 pour les Girondins. L'équipe qui commence la saison 1998-99 est dirigée par Élie Baup entraineur en chef depuis décembre 1997 (ce dernier a mené ses joueurs à la 5e place du championnat lors de sa première demi-saison en Gironde) et va lutter toute la saison pour la première place avec l'Olympique de Marseille… de Rolland Courbis. Pour la dernière journée du championnat, les deux équipes sont à 69 et 68 points avec l'avantage pour les Girondins. L'OM se déplace à Nantes tandis que les Bordelais doivent ramener la victoire du Parc des Princes de Paris. Alors que l'OM ouvre le score à la 38e minute par Robert Pirès, Bordelais et Parisiens sont à égalité 2 buts partout quand Baup fait rentrer Pascal Feindouno qui vient battre Bernard Lama à la 89e minute, offrant le premier titre en douze saisons aux Girondins,. Une fois le titre de champion acquis, Bordeaux gagne à l'intersaison un nouveau partenaire qui prendra progressivement les commandes du club : la chaine privée M6. Mais l'équipe perd dans le même temps son meilleur joueur Ali Benarbia, qui choisit de rejoindre le PSG. La saison suivante, les Girondins, pourtant tenants du titre, n'arrivent pas à se qualifier pour la Ligue des champions (4e place). L'Olympique Lyonnais, alors en pleine ascension, leur grille la politesse lors de la toute dernière journée (scénario qui hélas pour eux bégayera l'année suivante au profit cette fois ci du LOSC Métropole). Dans la foulée de ce premier échec le club perd ces deux stars Wiltord et Micoud, des départs qui seront toutefois compensés par l'arrivée du milieu de terrain russe Alexei Smertine et du buteur portugais Pedro Miguel Pauleta.
En 2002, les Girondins vont remporter la Coupe de la Ligue grâce à une victoire au Stade de France sur le FC Lorient sur le score de 3 buts à 0. Ce qui leur permet de sauver leur saison (une modeste 6e place alors non qualificative pour la coupe UEFA).

### Deux saisons de transition (2005-2007)

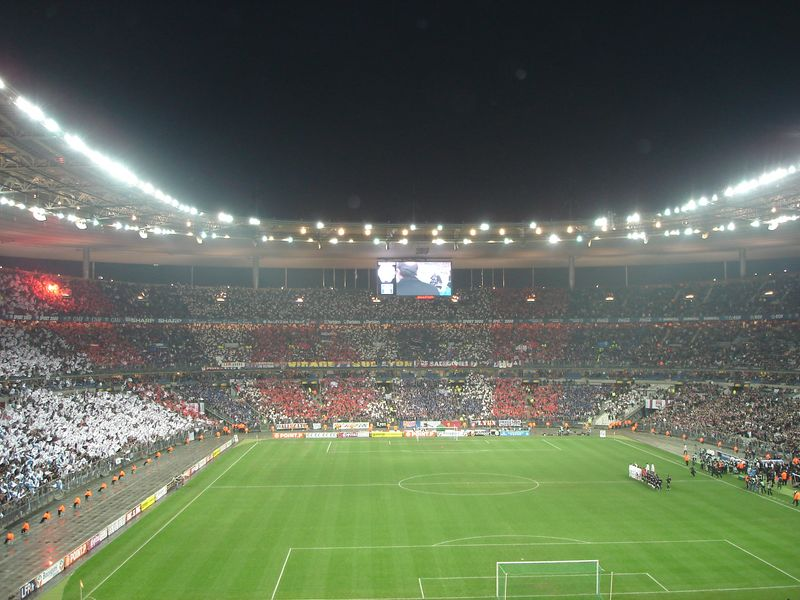
Entrée des joueurs lors de la finale de la Coupe de la Ligue 2007.

Après une phase de deux années difficiles qui auront vu notamment l'équipe lutter pour le maintien et se séparer de son entraineur emblématique Élie Baup, les Girondins renouent avec les victoires durant la saison 2005-06 en terminant deuxième de la Ligue 1 derrière l'Olympique lyonnais. Les Bordelais retrouvent la Ligue des champions — leur deuxième participation à la compétition-phare européenne depuis la saison 1999-2000 — après deux ans d'absence en coupe d'Europe. Pour essayer de bien figurer dans cette compétition, les dirigeants girondins recrutent l'international français et ancien Bordelais, Johan Micoud, en provenance du Werder Brême. Mais la faiblesse financière de Bordeaux dans le football moderne, avec un budget qui avoisine 65 millions d'euros, limite les ambitions.
Après une saison 2006-2007 mitigée en championnat et en Ligue des champions, où elle n'a pu passer le premier tour, l'équipe des Girondins renoue avec le succès en remportant, le 31 mars 2007, la Coupe de la Ligue pour la deuxième fois de son histoire contre l'Olympique lyonnais grâce à un but du défenseur Henrique sur un corner de Johan Micoud à la 89e minute de la rencontre. C'est le premier trophée de Bordeaux depuis 2002 et il leur permet d'assurer la qualification pour la Coupe UEFA pour la saison 2007-2008.
Lors de cette édition, avec quatre victoires en autant de rencontres, Bordeaux termine premier du groupe H (Helsingborgs IF, Galatasaray, Paniónios GSS, FK Austria Vienne) et se qualifie donc très facilement pour les seizièmes de finale de la Coupe de l'UEFA.
D’ailleurs, en regardant le classement de chaque poule, on constate que Bordeaux s'impose, en compagnie d'Everton, comme la meilleure équipe de la compétition avec 12 points devant les grands clubs du Vieux Continent comme l'Atlético Madrid (10 points), Villareal (10 points), le Bayern Munich (8 points), la Fiorentina (8 points) ou encore Tottenham (7 points).
Les deux meilleurs buteurs girondins sont Fernando Cavenaghi et Marouane Chamakh avec trois buts à leur compteur personnel.
Finalement, les Girondins de Bordeaux s'inclinent contre Anderlecht en 1/16 de finale (2-1 à l'aller/1-1 au retour).
| Saison    | M  | G  | N  | P  | bp | bc | Classement | Coupe de France | Coupe de la Ligue | C1      | C3            | Meilleurs buteurs                 |
| --------- | -- | -- | -- | -- | -- | -- | ---------- | --------------- | ----------------- | ------- | ------------- | --------------------------------- |
| 2005-2006 | 44 | 22 | 15 | 7  | 53 | 31 | 2e         | 8e de finale    | Quart de finale   | -       | -             | Jean-Claude Darcheville - 8 buts  |
| 2006-2007 | 53 | 23 | 13 | 17 | 53 | 53 | 6e         | 8e de finale    | Vainqueur         | Groupes | 16e de finale | Jean-Claude Darcheville - 10 buts |

### Bordeaux retrouve les sommets (2007-2010)

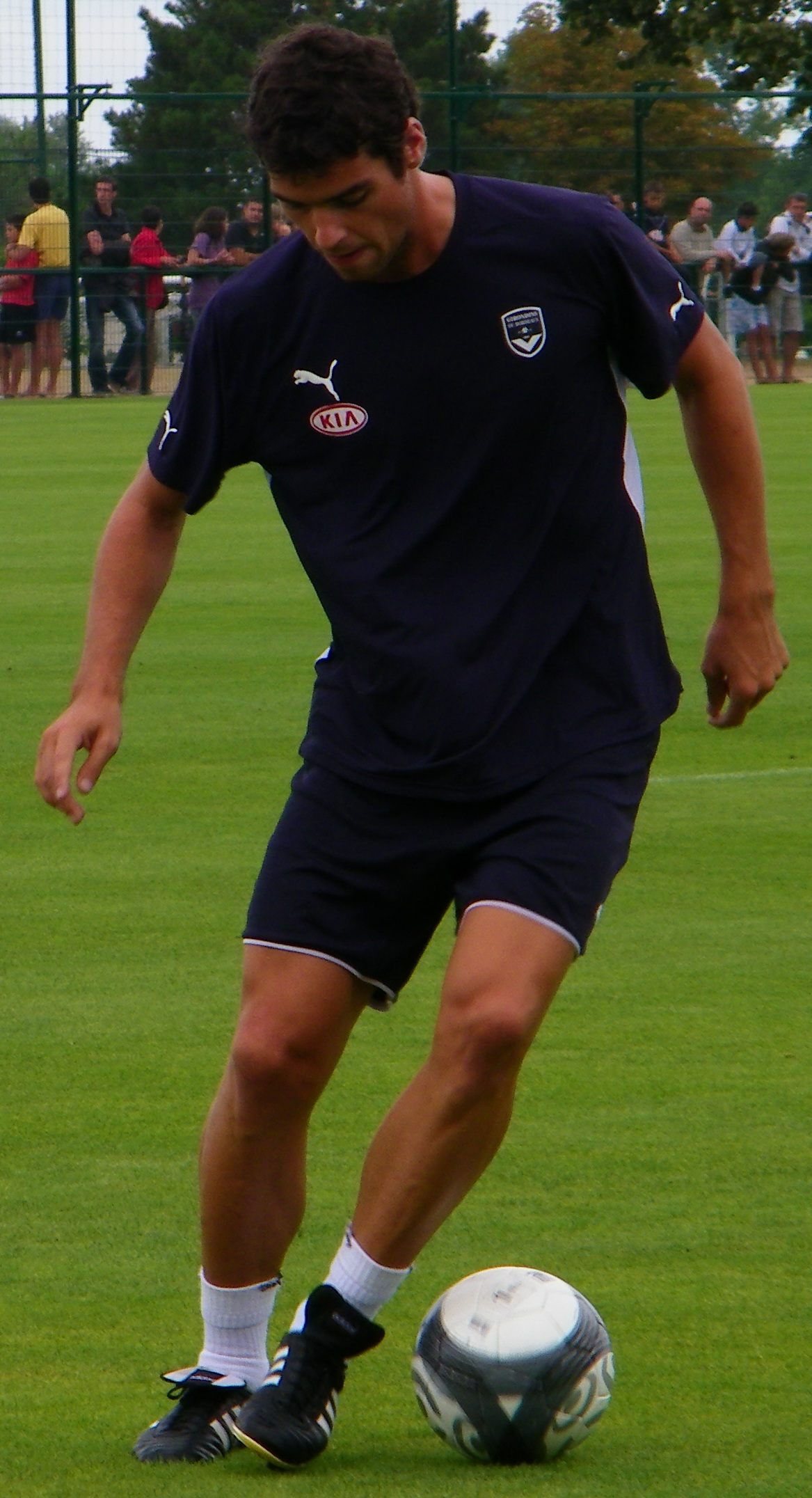
Yoann Gourcuff en 2009.

En juin 2007, le Président Jean-Louis Triaud décide de confier les rênes de l'équipe professionnelle à un entraîneur inexpérimenté mais ayant un passé de joueur exceptionnel : Laurent Blanc. Véritable coup de poker en début de saison, Laurent Blanc emmène son groupe à la deuxième place au terme d'une saison aux talons de l'Olympique lyonnais. Les Girondins battent ainsi le nombre de record de points du club avec 75 points et sont qualifiés pour l'édition 2008-2009 de la Ligue des champions.
Lors de la saison 2008-2009, Bordeaux gagne le Trophée des champions en battant Lyon aux tirs au but. Grâce à ce succès, les Girondins deviennent le quatrième club français à avoir remporté au moins une fois tous les trophées nationaux — Championnat de France, Coupe de France, Coupe de la Ligue et Trophée des Champions —, après l’Olympique lyonnais, l’AS Monaco et le Paris Saint-Germain. La même saison, le club remporte sa troisième Coupe de la Ligue face à Vannes, devenant le club ayant le plus de victoires dans cette compétition, à égalité avec le Paris Saint-Germain. À la lutte avec Marseille, le club termine sa saison de Ligue 1 avec une série de onze victoires d'affilée, nouveau record national. Le précédent record de dix victoires consécutives était également codétenu par Bordeaux. Le club devient champion le 30 mai 2009 sur le terrain de Caen et remporte le 6e trophée de Champion de France de son histoire.

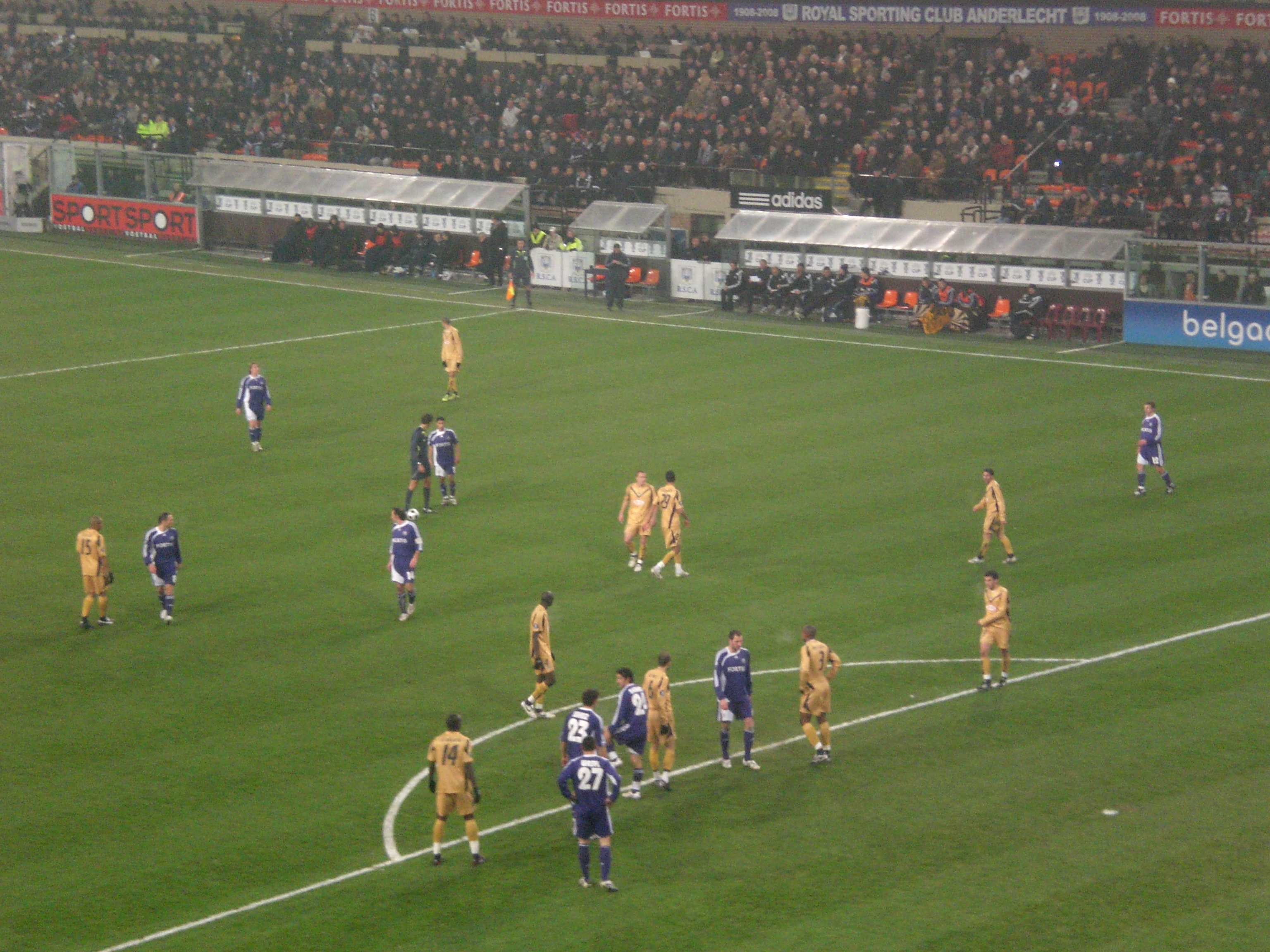
Match de coupe de l'UEFA face à Anderlecht.

Lors de la saison 2009-2010, les Girondins remportent pour la seconde année consécutive le Trophée des champions en battant l'EA Guingamp 2-0 au stade olympique de Montréal devant 34 068 spectateurs. Le 30 août 2009, Marseille met fin à la série de victoires consécutives des Girondins de Bordeaux après un match nul 0-0 au Stade Vélodrome. Ce record s'établit donc à quatorze succès d'affilée soit le quatrième européen derrière l'Inter Milan (17), le FC Barcelone (16) et le Bayern Munich (15). Le samedi 3 octobre 2009, les Girondins s'inclinent (3-1) face à Saint-Étienne, stoppant ainsi leur série à 18 matchs sans défaite. Ils étaient invaincus en championnat depuis le 7 mars 2009. Mais au soir de la douzième journée de championnat, Bordeaux poursuit néanmoins sa série de victoires consécutives au stade Chaban-Delmas qui compte désormais 13 unités. C'est Valenciennes qui mettra fin à l'invincibilité à domicile des Girondins (39 matchs sans défaite) en les battant 1-0 le 21 novembre.
La saison 2009-2010 est la meilleure des Girondins en Ligue des champions. L'équipe de Laurent Blanc réussit notamment à battre la Juventus, le Bayern Munich (à l'aller comme au retour) et termine première de sa poule, et invaincue. Après avoir battu l'Olympiakos le Pirée en huitièmes de finale (1-0 à l'aller et 2-1 au retour), les Bordelais totalisent sept victoires consécutives, record pour une équipe française en Ligue des champions. Privés de leur capitaine Alou Diarra pour le match aller à la suite de son exclusion en huitième de finale, les Bordelais se font éliminer en quarts par l'Olympique lyonnais de Hugo Lloris sur le score cumulé de trois buts à deux (3-1 / 0-1). La fin de saison se passe mal. Les Girondins perdent en finale de la Coupe de Ligue contre l'OM et terminent la saison 2009/2010 à la sixième place du Championnat les privant de compétition européenne pour la saison suivante.
| Saison    | M  | G  | N  | P  | bp | bc | Classement | Coupe de France | Coupe de la Ligue | C1              | C3            | Meilleurs buteurs            |
| --------- | -- | -- | -- | -- | -- | -- | ---------- | --------------- | ----------------- | --------------- | ------------- | ---------------------------- |
| 2007-2008 | 51 | 30 | 12 | 9  | 87 | 52 | 2e         | Quart de finale | 16e de finale     | -               | 16e de finale | Fernando Cavenaghi - 22 buts |
| 2008-2009 | 52 | 31 | 10 | 11 | 85 | 53 | 1er        | 32e de finale   | Vainqueur         | Groupes         | 16e de finale | Fernando Cavenaghi - 15 buts |
| 2009-2010 | 56 | 33 | 8  | 15 | 89 | 55 | 6e         | 8e de finale    | Finale            | Quart de finale | -             | Marouane Chamakh - 16 buts   |

### Bordeaux rentre dans le rang (2010-2011)
La saison 2010-2011 est marquée par plusieurs changements majeurs : Laurent Blanc quitte le club et rejoint la sélection nationale, Marouane Chamakh et Yoann Gourcuff rejoignent respectivement Arsenal et l'Olympique lyonnais. Jean Tigana est nommé entraineur des Girondins avec Michel Pavon en adjoint.
L'équipe s'impose en amical contre Osasuna 2-0 mais continue de perdre en championnat et se retrouve relégable avant de battre l'Olympique lyonnais qui était lui aussi dans la zone rouge. Après cette victoire, Bordeaux prend 7 points en 3 matchs en battant Lorient et Auxerre ainsi qu'un match nul contre Caen. Après cette série de bons résultats, Bordeaux se fait battre par le leader Brest 2-0 à domicile. Les Girondins attendront trois journées pour s'imposer contre Nancy 2-1 sur un but accordé de manière litigieuse. Grâce à un triplé d'Anthony Modeste, les marines et blancs s'imposent 4-2 contre le dernier du championnat Arles-Avignon.
Les mauvaises prestations de l'équipe girondine s'enchaînent et la trêve hivernale arrive. Les Girondins font miraculeusement match nul à domicile (2-2) face au RC Lens. La crise couve. Le niveau de jeu de l'équipe est en chute libre et les Bordelais se retrouvent au fond du gouffre à la mi-saison. Jean Tigana perd peu à peu le contrôle du vestiaire et des rumeurs persistantes l'annoncent sur le départ. On évoque notamment le nom de Rolland Courbis pour le remplacer. Il choisit finalement de rester malgré la pression des supporters qui souhaitaient voir un « grand entraineur » sur le banc et du « beau jeu ». Le recrutement inopportun de joueurs méconnus comme André illustre bien le désarroi dans lequel se trouve le club.
Nicolas de Tavernost, président du groupe M6 et propriétaire des Girondins de Bordeaux, évoque ses craintes dans la presse locale et déclare que le club ne pourra pas conserver un effectif de ligue des champions si le FCGB ne se qualifie pas pour la prestigieuse Coupe d'Europe. On annonce des cadres partant comme Alou Diarra ou Cédric Carrasso.
La fin de saison s'annonce pour le moins difficile. Les Girondins de Bordeaux sont éliminés par Angers en 1/16es de finale de la Coupe de France puis subissent une lourde défaite (5-1) à Lorient. Les tensions entre Jean Tigana et son adjoint Michel Pavon éclatent au grand jour au terme de la rencontre. Pavon sera écarté par le Président Jean-Louis Triaud le 24 février 2011.
Après une défaite 4 à 0 à domicile contre Sochaux, Jean Tigana présente sa démission. Éric Bedouet, préparateur physique mais détenteur des diplômes d'entraineur, prend la relève pour la fin de la saison en compagnie de Franck Mantaux (l'entraineur des gardiens qui assure l'intérim de Dominique Dropsy atteint d'une leucémie depuis avril 2010), de Philippe Lucas (entraineur des moins de 19 ans des Girondins de Bordeaux et ancien joueur du Club) et de Lilian Laslandes qui s'occupera spécifiquement des attaquants.
Après une défaite contre le Racing Club de Lens (1-0), Éric Bedouet et les Girondins s'imposent face au Paris Saint Germain (1-0) avec notamment une grosse prestation de Cédric Carrasso. Après une nouvelle défaite sur le terrain de Toulouse (2-0), Bordeaux l'emporte (2-0) lors du dernier match à domicile face à Montpellier. Triaud annonce le 29 mai 2011 avant le match, la prolongation de deux années supplémentaires du contrat de Cédric Carrasso sur la chaine officielle du club, Girondins TV.
Pour le dernier match de la saison, Ulrich Ramé est titulaire dans les buts bordelais et capitaine pour son dernier match sous les couleurs girondines. Il sort à la 55e minute sous les ovations de Chaban Delmas. Il a porté les couleurs des Girondins pendant quatorze ans et disputé 525 matchs officiels (compétitions nationales et internationales confondues). Bordeaux termine septième du championnat et enchaine donc une deuxième saison consécutive sans Coupe d'Europe. C'est la seconde saison consécutive que les Girondins terminent à une place de la Coupe d'Europe.
| Saison    | M  | G  | N  | P  | bp | bc | Classement | Coupe de France | Coupe de la Ligue | C1 | C3 | Meilleurs buteurs         |
| --------- | -- | -- | -- | -- | -- | -- | ---------- | --------------- | ----------------- | -- | -- | ------------------------- |
| 2010-2011 | 42 | 14 | 15 | 13 | 48 | 46 | 7e         | 16e de finale   | 8e de finale      | -  | -  | Anthony Modeste - 12 buts |

### Bordeaux retrouve l'Europe et gagne la coupe de France (2011-2014)
Le 6 juin 2011, lors d'une conférence de presse au Haillan, le président Jean-Louis Triaud annonce officiellement l'arrivée de Francis Gillot pour un contrat de 2 saisons en tant qu'entraineur des Girondins. Après la prolongation de contrat de Cédric Carrasso, c'est au tour de Jaroslav Plašil, Cheick Diabaté et Florian Marange de prolonger. Alou Diarra quitte le club et rejoint l'OM tandis que Fernando Menegazzo et Wendel décident de partir respectivement pour le Qatar et l'Arabie saoudite. Côté arrivées, Landry Nguemo et Nicolas Maurice Belay rejoignent la Gironde lors du mercato estival marqué par les faiblesses financières des Girondins.
La première partie de championnat n'est guère réjouissante. Les Girondins connaissent un début de saison poussif (marqué notamment par une élimination précoce en 1/16e de finale de la Coupe de Ligue) malgré une amélioration des résultats à l'approche de la trêve hivernale. Avant la reprise des compétitions, Mariano, brésilien évoluant à Fluminense (Brésil) rejoint les Girondins de Bordeaux pour 3 ans et demi pour 3M d'euros. Le lillois Ludovic Obraniak, à qui il ne restait que 6 mois de contrat, est recruté contre 1 million d'euros par les Girondins afin de renforcer le secteur offensif.
Après une qualification face à l'AS Saint-Étienne en Coupe de France au stade des 1/32e de finale, les Girondins voient leur parcours se terminer en huitièmes de finale où ils sont éliminés par Lyon sur le score de 3-1 après prolongations. Le trophée échappe une fois encore à Bordeaux qui n'a plus remporté la compétition depuis 1987.
Après un beau mois de février durant lequel les Girondins battent successivement Toulouse, Lille et Lyon, ils connaissent un parcours plus mitigé en mars qui les éloigne à nouveau des places européennes. Lors de la 33e journée, les Girondins préservent tout de même leur série d'invincibilité à domicile face à Marseille en s'imposant sur le score de 2-1. Cela fait maintenant 35 ans que Marseille n'a pas gagné à Chaban Delmas.
En 2012, après une série de 6 victoires consécutives en fin de saison, Bordeaux termine à la 5e place du championnat et se qualifie pour les barrages de la Ligue Europa. Les Girondins retrouvent l'Europe, deux ans après leur dernière apparition en 2010.
Pour son tour de barrage, Bordeaux hérite de l'équipe serbe de l'Étoile Rouge de Belgrade. Le 23 août, les Girondins concèdent le match nul 0-0 à l'extérieur au stade Marakana. Le 30 août, date du match retour à Chaban-Delmas, les Girondins l'emportent 3 buts à 2 sur le fil, grâce à un penalty transformé par Yoan Gouffran dans les arrêts de jeu; Bordeaux est donc qualifié pour les phases de poule de la Ligue Europa 2012-2013. Lors de celles-ci, la formation girondine termine première de son groupe avec 13 points devant les Anglais de Newcastle, les Portugais du Maritimo Funchal et les Belges de Bruges. Ensuite, les Girondins affrontent en 16e de finale les Ukrainiens du Dynamo Kiev. Après un match nul (1-1) obtenu en Ukraine, ils se qualifient grâce à une victoire 1-0 au match retour au Stade Chaban-Delmas. En huitième de finale les Bordelais ont affronté les Portugais du SL Benfica. Après avoir été défaits à l'aller au Estádio da Luz sur le score de 1 à 0, les Marine et Blancs ont également perdu 2-3 au stade Chaban-Delmas.
Le 31 mai 2013, les Girondins de Bordeaux remportent leur 4e coupe de France grâce à un doublé de Cheick Diabaté (39e minute et 89e minute) et un but de Henri Saivet (54e minute) face à Évian, juste après que les jeunes du club aient remporté la Coupe Gambardella. Les Girondins de Bordeaux se qualifient ainsi pour la Ligue Europa 2013-2014.
Lors de la saison 2013-2014, les Girondins terminent la phase aller en championnat à la 4e place du classement de Ligue 1. Leur parcours en Ligue Europa est beaucoup moins glorieux que l'année passée avec une seule victoire en six matchs. Ils sont éliminés avant les phases finales de la petite coupe d'Europe. L'aventure en Coupe de la Ligue se termine par une défaite 3-1 à domicile face au PSG au stade des quarts de finale. En Coupe de France, les Girondins, tenants du titre, sont défaits sur le terrain de l'Île-Rousse Monticello aux tirs au but en seizièmes de finale de la compétition.
La seconde partie de championnat s'avère compliquée. Malgré l'arrivée de Guillaume Hoarau au mercato d'hiver, les Girondins n'enchaînent pas les bonnes performances. L'équipe ne s'est imposée qu'une seule fois à l'extérieur en 2014 (contre Valenciennes sur le score de 0-1) et les résultats à domicile sont peu glorieux. La fin de saison est agitée par le de départ de l'entraîneur Francis Gillot, la non-qualification pour une Coupe d'Europe pour la saison suivante et les rumeurs d'arrivée comme nouvel entraîneur Zinédine Zidane. Le 2 mai 2014, Carlos Henrique annonce son départ du club à l'issue de la saison après neuf années passées aux Girondins pour raisons familiales.
| Saison    | M  | G  | N  | P  | bp | bc | Classement | Coupe de France | Coupe de la Ligue | C1 | C3           | Meilleurs buteurs        |
| --------- | -- | -- | -- | -- | -- | -- | ---------- | --------------- | ----------------- | -- | ------------ | ------------------------ |
| 2011-2012 | 42 | 16 | 15 | 11 | 58 | 50 | 5e         | 8e de finale    | 16e de finale     | -  | -            | Yoan Gouffran - 14 buts  |
| 2012-2013 | 57 | 24 | 20 | 13 | 71 | 52 | 7e         | Vainqueur       | 8e de finale      | -  | 8e de finale | Cheikh Diabaté - 18 buts |
| 2013-2014 | 49 | 16 | 15 | 18 | 59 | 61 | 7e         | 16e de finale   | Quart de finale   | -  | Groupes      | Cheikh Diabaté - 11 buts |

### Un nouveau stade et des résultats en dents de scie (2014-2018)
Lors de la saison 2014-2015, les Girondins ne disputeront pas de Coupe d'Europe puisqu'ils terminent à la 7e place de la Ligue 1 la saison passée.
Willy Sagnol devient entraîneur du club à partir de juin 2014. Il enchaîne une série de trois victoires consécutives lors des premières journées de Ligue 1, à Montpellier (0-1), à Lescure face à Monaco (4-1) et à Nice (1-3).
Wahbi Khazri rejoint les Girondins en provenance du SC Bastia tout comme Nicolas Pallois en provenance de Niort. Cette saison est également marquée par le départ de plusieurs joueurs comme Kévin Olimpa, Mathieu Chalmé, David Bellion, Landry N'Guemo, etc. laissés libres. À noter aussi l'arrivée du latéral gauche Diego Contento, en provenance du Bayern Munich et celle de Tiago Ilori arrivant de Liverpool.
Lors du mercato d'hiver, les Girondins font venir deux nouveaux joueurs : le Suédois Isaac Kiese Thelin en provenance de Malmö FF et Clément Chantôme, qui quitte le Paris Saint Germain.
Les Girondins jouent leur dernier match au parc Lescure contre Nantes lors de la 36e journée. Ils s'imposent 2-1 grâce à un doublé de Diego Rolán. Ils jouent la 38e journée face à Montpellier dans le nouveau stade de Bordeaux. Ils l'emportent sur le score de 2 buts à 1. Deux cent anciens joueurs des Girondins sont invités dont Zinédine Zidane qui donne le coup d'envoi de la rencontre.
Le samedi 9 janvier 2016, les Girondins remportent leur 1000e match de Ligue 1 contre Montpellier 0-1 (but de Cheick Diabaté), rejoignant ainsi l'Olympique de Marseille, seul club ayant également atteint ce nombre de victoires.
Willy Sagnol est limogé le 14 mars 2016 à cause des mauvais résultats en Ligue 1. Il est remplacé par Ulrich Ramé, assisté d'Éric Bedouet, de Franck Mantaux, Pierre Espanol et Mathieu Chalmé qui est resté très proche des joueurs car il a terminé sa carrière aux Girondins deux ans auparavant. Cette nouvelle équipe d'entraineur sort du club et le connaît très bien pour y avoir joué ou entrainé pendant de nombreuses années.
Après une saison difficile couronné par une 11e place, les Girondins engagent Jocelyn Gourvennec, afin de relancer le club. L'ex-entraîneur guingampais pourra compter sur de nombreuses recrues mêlant expérience et jeunesse, avec l'arrivée des internationaux français Jérémy Ménez et Jérémy Toulalan, et de jeunes joueurs comme Youssouf Sabaly ou encore François Kamano. On notera aussi l'arrivée de l'international Polonais Igor Lewczuk dans les dernières heures du mercato.
Après une première partie de saison marquée par les difficultés à trouver un équilibre dans le jeu (les Girondins terminent la phase aller à la 10e place ) les hommes de Gourvennec se relancent en deuxième partie de saison et luttent jusqu'au bout pour les places européennes. À l'issue de la saison, ils retrouvent la Ligue Europa en terminant à la 6e place de la Ligue 1. Des joueurs comme Valentin Vada, Malcom ou encore François Kamano mais également l'arrivée de Younousse Sankharé au mercato hivernal se révèlent et permettent aux Girondins de bien terminer la saison.
Peu après le dernier match de Ligue 1, le club officialise les départs de Cédric Carrasso, emblématique gardien de but du club depuis 2009 mais aussi celui de Nicolas Maurice-Belay et celui d'Abdou Traoré. Lors de ce deuxième mercato sous l'ère de Jocelyn Gourvennec, Bordeaux affirme de fortes ambitions. Le club officialise en tout début de mercato l'arrivée de Benoît Costil au poste de gardien de but. L'élimination précoce en Ligue Europa face au club hongrois de Videoton ne change pas la ligne de conduite des dirigeants girondins. Le club va d'abord se séparer de joueurs indésirables (Enzo Crivelli, Jérémy Ménez, Isaac Kiese Thelin, Frédéric Guilbert, Mauro Arambarri, Cédric Yambéré, Younès Kaabouni) et de certains cadres (Diego Rolán, Thomas Touré ou encore Adam Ounas). Le club au scapulaire va compenser cela avec l'achat définitif de Youssouf Sabaly et de Vukašin Jovanović, deux joueurs de grand avenir qui ont été très performants l'an dernier. Bordeaux base son recrutement sur de jeunes joueurs à fort potentiel avec l'arrivée de 6 joueurs : trois Brésiliens (Otávio, Jonathan Cafu et Matheus Pereira), deux attaquants français (Nicolas de Préville et Alexandre Mendy) et le Danois Lukas Lerager. Le club bordelais va également refuser des offres mirobolantes de la part de grands clubs pour son attaquant brésilien Malcom. Cependant, la première partie de saison est catastrophique, avec notamment la pire série de résultats depuis 1970. Gustavo Poyet, nommé entraîneur à la place de Jocelyn Gourvennec fin janvier, parvient à redresser l'équipe de manière spectaculaire. Enlisés dans la lutte pour le maintien, les Bordelais enchaînent les victoires en deuxième partie de saison et terminent à la sixième place, ce qui leur donne le droit de disputer la Ligue Europa.
| Saison    | M  | G  | N  | P  | bp | bc | Classement | Coupe de France | Coupe de la Ligue | C1 | C3                   | Meilleurs buteurs        |
| --------- | -- | -- | -- | -- | -- | -- | ---------- | --------------- | ----------------- | -- | -------------------- | ------------------------ |
| 2014-2015 | 42 | 19 | 13 | 10 | 54 | 49 | 6e         | 16e de finale   | 8e de finale      | -  | -                    | Diego Rolán - 16 buts    |
| 2015-2016 | 54 | 19 | 18 | 17 | 75 | 78 | 11e        | 8e de finale    | Demi-finale       | -  | Groupes              | Cheikh Diabaté - 13 buts |
| 2016-2017 | 46 | 21 | 14 | 11 | 68 | 55 | 6e         | Quart de finale | Demi-finale       | -  | -                    | Gaëtan Laborde - 13 buts |
| 2017-2018 | 42 | 17 | 7  | 18 | 56 | 54 | 6e         | 32e de finale   | 8e de finale      | -  | 3e tour préliminaire | Malcom - 12 buts         |

### Les Girondins sous pavillon américain (2018-2021)
Le groupe M6 annonce le vendredi 27 juillet 2018 être entré en négociations avec un fonds d'investissement américain, le General American Capital Partners (GACP Sports L.L.C), pour la vente des Girondins de Bordeaux. Cela faisait 19 ans que le groupe de médias était actionnaire à 99 % du club de football. Le fonds américain GACP Sports a pour principal dirigeant Joseph DaGrosa Jr . À l'occasion de son audition devant la Direction nationale du contrôle de gestion (DNCG) de la Ligue de football professionnel le lundi 10 septembre 2018, il déclare ne réaliser un investissement (80 millions d'euros) que pour une courte période (cinq à dix ans), ne postulant que sur le seul intérêt financier. Le maire de Bordeaux, Alain Juppé, qui doit s'assurer que le repreneur sera en mesure de payer le loyer annuel du nouveau stade de Bordeaux (3,7 millions d’euros pour encore 27 ans), assure que les garanties sont là et ne pas être inquiet pour la suite. Les Ultramarines, supporters des Girondins ainsi que l'opposition au sein du conseil municipal de Bordeaux sont contre cette opération risquée et motivée uniquement par l'argent.
Sportivement, les Girondins vivent une période contrastée. La saison 2018-2019 démarre de manière chaotique, puisque l'entraîneur Gustavo Poyet est licencié dès le mois d'août 2018, après avoir tenu des propos durs à l'encontre de sa direction. Ces tensions internes n'empêchent pas Bordeaux de se qualifier pour la phase de poules de la Ligue Europa, après avoir éliminé Ventspils, Marioupol et La Gantoise. Ricardo est rappelé à la tête des Girondins fin août, mais ne dispose pas des diplômes nécessaires pour entraîner officiellement le club, c'est donc Éric Bedouet qui est, dans les faits, l'entraîneur principal. Affaiblis au cours du mercato estival à la suite du départ de Malcom au FC Barcelone, les Girondins enchaînent les résultats décevants. Éliminés en phase de poules de la Ligue Europa, les Bordelais montrent un visage pâle en Ligue 1. En février, Ricardo est limogé et remplacé par Paulo Sousa. Cependant, le Portugais ne parvient pas à obtenir des résultats immédiatement. Les Girondins ne récoltent que quatre victoires sur la phase retour, et terminent la saison à la quatorzième place, plus mauvais classement depuis la saison 2004-2005.
Paulo Sousa est cependant confirmé dans ses fonctions d'entraîneur pour la saison 2019-2020. Bordeaux chamboule son effectif et recrute de nombreux joueurs. L'international français Laurent Koscielny arrive en provenance d'Arsenal, et d'autres recrues comme Mexer, Loris Benito ou Hwang Ui-jo rejoignent le club. Après des tâtonnements tactiques en début de saison, Paulo Sousa met en place un 3-4-2-1 qui porte progressivement ses fruits. En novembre, l'équipe enchaîne cinq rencontres sans défaite (trois victoires, deux nuls), auteur notamment d'un succès 6 à 0 lors de la réception du Nîmes Olympique (16e journée), et pointe à la quatrième place du classement. De jeunes joueurs tirent leur épingle du jeu dont Aurélien Tchouaméni, Yacine Adli et Josh Maja.
À l'issue d'une série de quatre défaites consécutives contre Marseille (3-1), Strasbourg (0-1), Rennes (1-0) et Lyon (1-2), les Girondins retombent à la treizième position. La situation sportive se dégrade alors, l'équipe ne connaissant la victoire qu'à deux reprises sur les neuf rencontres de championnat disputées en 2020. À cause de la pandémie de Covid-19, celui-ci est suspendu après 28 journées disputées, les Girondins sont alors 12e.
Engagé dans une politique d'austérité pour réduire le déficit estimé entre 55 et 60 millions d'euros, Bordeaux boucle dès le 8 juin 2020 le transfert de Paul Bernardoni vers Angers, moyennant 7,5 millions d'euros. S'ensuivront les départs de François Kamano (5,5 millions d'euros) et Yassine Benrahou (1,5 million d'euros). Le 2 juillet, Paulo Sousa fait part de ses envies de départ, « fatigué par les difficultés et les changements de cap du projet ». Il ne le quitte que le 10 août 2020, les deux parties ayant trouvé un accord financier autour d'un montant équivalent à 8 mois de salaires, soit 2,2 millions d'euros. Jean-Louis Gasset reprend alors les rênes de l'effectif professionnel, s'engageant pour deux saisons. En parallèle de sa nomination, l'intronisation d'Alain Roche comme directeur sportif est officialisée.
Un plan de licenciement est annoncé début janvier 2021 à la suite de l'échec du plan de départs volontaires dans le secteur administratif et le commercial du club proposé en novembre 2020, seulement quatre départs ayant eu lieu sur la trentaine espérée. Le plan de sauvegarde de l'emploi (PSE) prévoit 26 licenciements, principalement des CDD. Le déficit du club en fin de saison, hors mutations, est alors estimé à 50 millions d'euros.
Le 22 avril 2021, le fonds d'investissement King Street annonce qu'il « ne souhaite plus soutenir le club et financer ses besoins actuels et futurs ». Cette situation pousse le président Frédéric Longuépée à placer les Girondins de Bordeaux sous la protection du tribunal de commerce de Bordeaux. Sportivement, le club s'incline face à Lorient trois jours plus tard (34e journée, défaite 4-1) et se retrouve cinq points devant le barragiste, le FC Nantes. Vainqueur de trois de ses quatre dernières rencontres, l'équipe se classe finalement 12e.
Le 26 avril 2021, François Pinault, actionnaire majoritaire du Stade rennais FC et du domaine viticole bordelais Château Latour, rédige une lettre appelant les propriétaires de grands crus bordelais à se réunir afin de préparer un projet de reprise. Le lendemain, les différents acteurs du vin de la région bordelaise réagissent avec un enthousiasme mesuré, certains souhaitant « aider sous certaines conditions » et d'autres préférant attendre de suivre d'éventuelles initiatives.
Les candidats à la reprise pouvaient déposer jusqu'au lundi 24 mai 2021 à la banque Rothschild & Co une lettre d'intention non engageante dans laquelle est indiqué le prix qu'ils sont prêts à investir pour reprendre le club, l’origine des fonds, leur plan d'investissement et leur projet sportif. Selon la presse locale, six projets ont été déposés, trois proviendraient d'entrepreneurs suiveurs du club, Pascal Rigo, Elie Simon et Bruno Fievet, un serait porté par Didier Quillot, ancien directeur général de la Ligue de football professionnel, un autre par le fonds d'investissement chinois Fosun, déjà propriétaire du club anglais de Wolverhampton, et le dernier, franco-américain, porté par John Williams, alors encore directeur sportif d’Amiens. Durant ce processus de reprise, cinq départs sont officialisés par le club dès la fin du mois de mai avec les fins de contrat de Maxime Poundjé, Nicolas de Préville, Vukašin Jovanović, Hatem Ben Arfa et la fin du prêt de Jean Michaël Seri.
| Saison    | M  | G  | N  | P  | bp | bc | Classement | Coupe de France | Coupe de la Ligue | C1 | C3      | Meilleurs buteurs            |
| --------- | -- | -- | -- | -- | -- | -- | ---------- | --------------- | ----------------- | -- | ------- | ---------------------------- |
| 2018-2019 | 54 | 19 | 13 | 22 | 54 | 55 | 14e        | 32e de finale   | Demi-finale       | -  | Groupes | François Kamano - 13 buts    |
| 2019-2020 | 32 | 11 | 10 | 11 | 46 | 39 | 12e        | 16e de finale   | 8e de finale      | -  | -       | Nicolas de Préville - 8 buts |
| 2020-2021 | 39 | 13 | 6  | 20 | 42 | 58 | 12e        | 32e de finale   | -                 | -  | -       | Hwang Ui-jo - 12 buts        |

### Arrivée de Gérard Lopez (2021)
Le 17 juin, le club indique que trois candidats ont transmis une offre le 14 juin. Néanmoins, aucun des repreneurs potentiels n'a présenté des garanties financières suffisantes sur leur capacité de financement. Un nouveau délai est alors fixé pour que les candidats puissent présenter une offre améliorée. Le 22 juin, le club annonce qu'un accord a finalement été trouvé entre King Street, Fortress et Gérard Lopez.
La DNCG prononce le 2 juillet 2021 la rétrogradation du club en Ligue 2 en raison du désengagement de son actionnaire majoritaire, King Street ayant renoncé à remettre les capitaux propres à zéro, n'ayant pas injecté les 28 millions d'euros nécessaires. Le club fait alors appel de cette décision pour permettre à Gérard Lopez de finaliser son projet de reprise en procédant notamment à la mise sous séquestre des fonds et à la signature de l’ensemble des accords liés à celle-ci avant une nouvelle audition le 12 juillet. À l'issue de la présentation le 12 juillet du projet de reprise porté par la société Jogo Bonito, la commission d’appel de la DNCG infirme la décision prise en début de mois. Seules une mesure d’encadrement de la masse salariale et une interdiction de recrutement à titre onéreux au-delà des cessions de joueurs qui seront réalisées sont prononcées. L'entrepreneur hispano-luxembourgeois devient officiellement propriétaire des Girondins le 23 juillet, le Tribunal de commerce de Bordeaux rendant une décision favorable. Son ambition sportive est de retrouver la première moitié de tableau avant de viser une qualification européenne trois saisons plus tard. À la suite de sa prise de pouvoir, seul Admar Lopes fait son arrivée au poste de directeur technique, les sorts de Stéphane Martin, ancien président, d'Alain Roche, directeur sportif, et de Jean-Louis Gasset, entraîneur en place, n'étant pas actés.
Vladimir Petković est nommé entraîneur le 27 juillet 2021, s'engageant pour trois saisons. De son côté, Gasset quitte le club, recevant une indemnité de 1,3 million d'euros pour sa deuxième année de contrat non-honorée. La première recrue de l'ère Lopez est Gideon Mensah, latéral gauche ghanéen arrivant sous forme de prêt du RB Salzbourg. Avec 43 buts encaissés sur la première partie de saison, la défense de Bordeaux est la moins bonne défense du championnat. Handicapée par cette fébrilité défensive, l'équipe pointe à la 17e place à mi-saison. Le 7 janvier 2022, le club perd sa série d'invincibilité longue de 44 ans contre l'Olympique de Marseille, à domicile, après une défaite sur le score de 0-1.

### Descente en Ligue 2 puis relégation administrative (2022-)

#### Saison 2022-2023
Le club est relégué en Ligue 2, le 21 mai 2022 à l'issue de la saison, les Girondins terminant à la dernière place du classement.
| Saison    | M  | G | N  | P  | bp | bc | Classement | Coupe de France | C1 | C3 | Meilleurs buteurs     |
| --------- | -- | - | -- | -- | -- | -- | ---------- | --------------- | -- | -- | --------------------- |
| 2021-2022 | 38 | 6 | 13 | 19 | 52 | 91 | 20e        | 16e de finale   | -  | -  | Hwang Ui-jo - 11 buts |

Le 14 juin 2022, la Direction nationale du contrôle de gestion (DNCG) annonce la rétrogradation administrative des Girondins en National. Le club possède alors six jours pour faire appel et deux semaines pour se présenter à une deuxième audition. La DNCG confirme sa décision le 5 juillet 2022. L'instance juge la dette financière due aux créanciers Fortress et King Street trop élevée (52 millions d'euros) malgré sa réduction de moitié (26,5 millions d’euros) par un transfert de propriété à la société JB Dynamie du président bordelais Gérard Lopez. La garantie sous forme d’une ligne de crédit obligataire (14 millions d’euros) pour couvrir les ventes de joueurs du mercato estival pose également problème, la DNCG préférant voir cette somme bloquée sur un compte séquestre.
À la suite de cela, Gérard Lopez annonce vouloir déposer un recours devant le Comité national olympique et sportif français (CNOSF). Quelques jours avant son passage devant le CNOSF, le club communique sur les évolutions apportées à leur dossier. Il annonce notamment un désendettement de près de 40 millions d'euros avec un abandon de la dette de 75% et rappelle les efforts consentis par ses partenaires dont la Métropole qui reporte de 4 ans le paiement des loyers du stade de la saison 2022-2023. Il peut également capitaliser sur la vente de Sékou Mara, cédé à Southampton contre 13 millions d'euros, permettant d'atteindre la quasi-totalité de son objectif de vente (14 millions d'euros).
La situation financière du club étant critique, celui-ci pourrait être en cessation de paiement dès juillet 2022, et devoir déposer le bilan. Le club repartirait alors de National 3.
Le 25 juillet, le comité national olympique se prononce pour le maintien du club en Ligue 2 pour la saison 2022-2023. Dans leurs conclusions, les conciliateurs du CNOSF observent que l’ensemble des engagements pris par le club ont été homologués par le tribunal de commerce de Bordeaux par jugement du 19 juillet 2022 et que le club requérant a pu, lors de l’audience du jeudi 21 juillet, lever les doutes et interrogations subsistants à l’égard de ces engagements.
Deux jours après, le comité exécutif de la Fédération française de football officialise ce maintien. Le directeur général Thomas Jacquemier salue une « décision qui est un immense soulagement pour le club, nos joueurs et joueuses ainsi que nos 300 salariés, partenaires et supporters ». Les Girondins lancent ainsi leur saison en recevant le Valenciennes FC le 30 juillet 2022 (0-0). Néanmoins, le club ne peut toujours pas recruter de joueurs avant un nouveau passage devant la DNCG le 2 août alors que son président a indiqué vouloir recruter neuf joueurs lors du mercato estival. Lors de la première journée, David Guion aligne ainsi une équipe composée de 7 joueurs du centre formation, encadrée par Maja, Onana, Gregersen et Ignatenko. Lors de la nouvelle audition devant la DNCG, il est décidé un encadrement de la masse salariale et des indemnités de mutations. Celles-ci devront respecter le budget présenté par le club. Deux recrues estivales attendant alors toujours l'homologation de leurs contrats, Vital Nsimba et Yoann Barbet. Au terme du mercato estival 2022, grâce aux nombreux départs, la masse salariale du club girondin est passée de 30 à 11 millions d'euros.
Malgré un contexte extra-sportif délicat, les résultats sportifs sont au rendez-vous. Sous la houlette de David Guion, les Bordelais jouent les premiers rôles et se hissent en tête du championnat au soir de la 7e journée après une victoire sur la pelouse du Paris FC (1-3). Au cours de la deuxième partie de saison, le club se stabilise à la troisième place. Une défaite à Annecy (1-0) les éjecte du podium lors de la 37e et compromet leur montée en Ligue 1. La situation tourne au vinaigre lors de la dernière rencontre de championnat face au Rodez AF. La rencontre est arrêtée à la 23e minute de jeu après que Lucas Buades ait été bousculé par un individu sorti de la tribune pendant la célébration de son but, ouvrant le score pour le RAF. À la suite de cet incident, la commission de discipline de la LFP donne match perdu aux Girondins face à Rodez et un point de pénalité est infligé pour la saison suivante. Alors condamné à rester en Ligue 2, le club bordelais forme un recours devant le CNOSF. Celui-ci ne déjuge pas la LFP et entérine sa décision le 27 juin 2023. Le lendemain, les Girondins passent devant la DNCG et doivent y défendre un budget où le déficit s'élèverait à 40 millions d'euros. Grâce à un apport de son président-propriétaire Gérard Lopez sous la forme d'un prêt, Bordeaux reçoit le feu vert de l'instance avec une absence de mesure restrictive. Le club se sépare tout de même de deux de ses espoirs, Dilane Bakwa et Junior Mwanga étant transférés au RC Strasbourg le 8 août pour un montant total de 19 millions d'euros, auxquels s'ajoutent des bonus allant de 500 000 à 1 million d'euros.

#### Saison 2023-2024
Les Girondins lancent leur saison 2023-2024 par une défaite inaugurale (3-0) sur la pelouse du Pau FC. L'équipe ne parvenant ni à enclencher une dynamique positive ni à s'installer dans la première partie de tableau, David Guion est mis à pied à titre conservatoire par la direction du club le 7 octobre à la suite d'une défaite lors de la réception du Stade lavallois (10e journée, 0-1). Les Marine et Blanc pointent alors à la 13e place avec 4 points d'avance sur la zone de relégation. Deux jours plus tard, un accord est trouvé avec le NK Celje pour libérer Albert Riera de son contrat. Dans le cadre du réexamen de la situation des clubs au titre de la saison sportive 2023-2024, la DNCG annonce le 14 décembre 2023 un sursis pour le club dans l'attente d'éléments complémentaires. En réaction à cette décision, le club indique son nouveau projet stratégique d'ouvrir son capital à une participation minoritaire. Gérard Lopez et la direction bordelaise doivent alors défendre un plan d'affaires présenté pour l'exercice 2023-2024 qui présente des retards : au moment de la clôture de l’exercice, il est vraisemblable qu'un manque à gagner se présente sur les droits télé (la troisième place ayant été budgétisée), sur le sponsoring (absence de sponsor maillot) et sur la vente de joueurs. La masse salariale totale (36 millions d’euros chargés) reste supérieure à celle prévue l'été précédent et est deux fois égale aux recettes hors transferts (18 millions d’euros). Incapable de trouver un actionnaire minoritaire dans le temps imparti, le DNCG prononce un encadrement de la masse salariale et des indemnités de mutations le 10 janvier 2024. En froid avec son entraîneur, Stian Gregersen quitte le club lors du mercato hivernal et est transféré à Atlanta. Si l'équipe perd un de ses cadres, ce transfert rapporte 1,8 million d'euros et permet de se séparer du 3e plus gros salaire de l'effectif,.
| Saison    | M  | G  | N | P  | bp | bc | Classement | Coupe de France | Meilleurs buteurs     |
| --------- | -- | -- | - | -- | -- | -- | ---------- | --------------- | --------------------- |
| 2022-2023 | 41 | 22 | 9 | 10 | 58 | 34 | 3e         | 32e de finale   | Josh Maja - 17 buts   |
| 2023-2024 | 28 | 10 | 8 | 10 | 31 | 34 | 13e        | 16e de finale   | Žan Vipotnik - 8 buts |

Sur la deuxième partie de saison 2023-2024, l'équipe stagne à la 13e place. Jamais dans la course pour la montée en Ligue 1, les Girondins assurent leur maintien au soir de la 36e journée, le 3 mai 2024, après leur succès 4-0 face à l'AC Ajaccio. Une fois le volet sportif terminé, le volet financier reprend avec un premier passage devant la DNCG prévu le 19 juin 2024. Cette première audition est repoussée au 27 juin afin que le club puisse finaliser l’arrivée d’un investisseur avant de présenter ses comptes et son budget pour la saison 2024-2025. Au terme de ce premier passage, les négociations avec un prêteur américain pour plus de 70 millions d’euros étant bien avancées, la commission de contrôle des clubs professionnels prononce un « sursis à statuer ». Gérard Lopez bénéficie alors d'un laps de temps supplémentaire pour conclure l'opération en vue d'une nouvelle audition le 9 juillet. Faute d'apporter des garanties sur le financement de sa future saison et malgré la présence de trois représentants du groupe Fenway Sports, intéressé par un rachat, le gendarme financier du football prend la décision de reléguer les Girondins à titre conservatoire en National. Le club faisant appel, il bénéfice de deux semaines pour finaliser la cession et apporter les 30 à 40 millions d'euros nécessaires pour repartir en Ligue 2.
Le 16 juillet 2024, le groupe Fenway annonce sa décision de ne pas poursuivre l’acquisition du FC Girondins de Bordeaux, la justifiant par le coût important du stade Matmut dans les années à venir, et le contexte économique plus général du football français. Le 22 juillet, les médias annoncent que Fenway Sports Group reprend les négociations afin de racheter le club,. Le deal est à nouveau bloqué dans la soirée et la direction annonce le lendemain que le club accepte sa relégation administrative en National. Le 25 juillet, la perte du statut professionnel est confirmée, signifiant la fin des contrats des joueurs et la fermeture du centre de formation. Le club annonce dans un communiqué, le dépôt de bilan auprès du Tribunal de Commerce de Bordeaux.
Le 1er août 2024, la Commission fédérale de contrôle des clubs de la DNCG annonce la rétrogradation administrative du club en National 2. Le 4 août 2024, les Girondins de Bordeaux décident de faire appel de la décision de rétrogradation en National 2 et annoncent présenter prochainement un budget de 5 millions d'euros pour évoluer en National 1 durant la saison 2024-2025. Le CNOSF rejette l'appel, entérinant la relégation des Girondins de Bordeaux en National 2,.

#### Saison 2024-2025
Le calendrier administratif et judiciaire rythme le début de saison girondin 2024-2025. Le 17 septembre 2024, le tribunal de commerce valide la poursuite du redressement judiciaire jusqu'au 30 janvier 2025, avec une audience de revoyure le 29 octobre 2024. Le club peut alors continuer sportivement sa saison en National 2. Le club commence sa restructuration avec le déploiement d'un vaste plan social à partir du mois d'octobre : près de 100 personnes voient leur emploi menacé au château du Haillan. Le 21 janvier 2025, les Girondins de Bordeaux obtiennent la poursuite de leur procédure de redressement judiciaire par le tribunal de commerce. Pour obtenir ce feu vert du tribunal de commerce, Gérard Lopez s'est engagé à signer un chèque de 600 000 euros d'ici la fin de saison pour permettre au club de poursuivre son activité. La dette des Girondins est évaluée à plus de 110 millions d'euros à cet instant. La direction espère la réduire à moins de 30 millions d'euros après négociations avec tous ses créanciers et l'étaler sur 10 ans.
Sportivement, le temps de constituer une équipe sous les ordres de Bruno Irles, le début de saison est compliqué. Lors de la 1re journée de championnat, les Girondins ne peuvent inscrire que trois remplaçants sur la feuille de match. Après 3 jours de vécu commun, l'équipe parvient à arracher un nul face à Poitiers grâce à son gardien Lassana Diabaté (en) sur un corner en fin de rencontre. Portée par l'arrivée d'Andy Carroll, l'équipe enchaîne les résultats convaincants à partir de mi-septembre. Une série de six succès lui permet de prendre la tête du championnat au soir de la 18e journée. Ce sommet marque le début d'une phase difficile, les Girondins enchaînant cinq revers. Ils se classent finalement à la 4e place du championnat de National 2.
L'intersaison s'annonce de nouveau intense sur le plan extra-sportif. Le 27 mai 2025, Gérard Lopez présente son plan de continuation dans le cadre de la procédure de redressement judiciaire du club devant le tribunal de commerce de Bordeaux. Au cours de cette audience, le dossier d'Oliver Kahn, dépositaire d'une offre de cession, est également retenu et doit être examiné le 13 juin. Le 2 juin, l'allemand annonce renoncer à reprendre les Girondins de Bordeaux après avoir eu accès aux informations financières, opérationnelles et juridiques.
Le tribunal de commerce de Bordeaux valide le plan de continuation défendu par Gérard Lopez le 24 juin. Celui-ci réduit la dette du club de 94 à 26 millions d'euros, avec un remboursement étalé sur 10 ans. La même journée, la DNCG approuve avec un encadrement de la masse salariale le budget pour la saison 2025-2026, l'homme d'affaires hispano-luxembourgeois ayant apporté une preuve de virement de 9 millions d'euros qui doivent couvrir les paiements obligatoires à l’homologation du plan de continuation, le déficit d’exploitation et la première traite du remboursement de dettes.

## Identité

### Couleurs
Les premières couleurs du club de Bordeaux lui viennent de l'Argus Sport lors de la fusion de la section Girondins Guyenne Sport et de l'Argus en 1919. Les couleurs de l'équipe sont alors le bleu marine et le blanc. Dès 1939, selon une mode de l'époque, le blanc devient la couleur du scapulaire du maillot. Au cours des décennies suivantes, le dessin se fige avec quelques variantes de taille ou une inversion des couleurs (en 1960 par exemple).
Le premier commanditaire apparaissant sur le maillot est Café de Côte d'Ivoire en 1974 alors que six ans plus tard, le maillot de Bordeaux ne conserve que la pointe du scapulaire sous l'impulsion du sponsor Malardeau. Le scapulaire représente la vallée de la Garonne où se trouve le club. Dans le même temps, le logo du club fait son apparition sur la poitrine du maillot.
Lors de la descente en seconde division, l'équipe abandonne ses couleurs traditionnelles. Ils évolueront en maillot bordeaux avec un scapulaire jaune orangé (comme l'AS Roma) avant d'opter pour le bordeaux et le blanc, le scapulaire étant de retour depuis une saison.
Les Girondins ne passent qu'une saison en seconde division mais, lors de la remontée, ne reprennent pas pour autant les couleurs traditionnelles. Il faut attendre la fin de la saison 1995-96 et l'épopée des Girondins en UEFA (menée avec un maillot à rayures verticales marines et bordeaux sans scapulaire) pour voir les couleurs marine et blanc réapparaître.
Depuis, les Girondins jouent à domicile avec un ensemble à dominantes marine et à détails blanc et en couleurs inversées lors des matchs à l'extérieur.
Depuis quelques années, la direction du club a sorti dans un but commercial un troisième maillot (maillot third) pour certaines occasions spéciales. Décriés par les supporters, ces maillots ne sont pas aux couleurs traditionnelles de l'équipe mais répondent surtout à des attentes créatives et commerciales. Ainsi, le maillot third de Bordeaux a été couleur vert kaki pendant deux saisons, gris, ou bien bordeaux et marine. En 2007-08, le maillot était couleur or et bleu marine. En 2008-2009, afin de disputer la Ligue des champions, il sera bleu marine avec une bande verticale (au milieu) et un scapulaire rose, répondant ainsi à des critères de mode. En 2009-2010, le maillot des Girondins pour la Ligue des champions est de couleur rouge bordeaux, rappelant celles de l'épopée girondine de 1995-1996 en UEFA, avec toutefois un scapulaire peu apparent et de larges rayures verticales blanches ce qui donne un petit côté Atlético de Madrid au maillot.
| Saison           | 1981/1982 | 1985/1986 | 1990/1991 | 1991/1992 |
| ---------------- | --------- | --------- | --------- | --------- |
| Maillot domicile |           |           |           |           |

| Saison            | 2006/2007 | 2007/2008 | 2008/2009 | 2009/2010 |
| ----------------- | --------- | --------- | --------- | --------- |
| Maillot domicile  |           |           |           |           |
| Maillot extérieur |           |           |           |           |
| 3e maillot        |           |           |           |           |

| Saison            | 2010/2011 | 2011/2012 | 2012/2013 | 2013/2014 | 2014/2015 | 2015/2016 | 2016/2017 | 2017/2018 | 2018/2019 | 2019/2020 |
| ----------------- | --------- | --------- | --------- | --------- | --------- | --------- | --------- | --------- | --------- | --------- |
| Maillot domicile  |           |           |           |           |           |           |           |           |           |           |
| Maillot extérieur |           |           |           |           |           |           |           |           |           |           |
| 3e maillot        |           |           |           |           |           |           |           |           |           |           |

| Saison            | 2020/2021 | 2021/2022 | 2022/2023 | 2023/2024 |
| ----------------- | --------- | --------- | --------- | --------- |
| Maillot domicile  |           |           |           |           |
| Maillot extérieur |           |           |           |           |
| 3e maillot        |           |           |           |           |

### Logo

Historique des logos des Girondins de Bordeaux
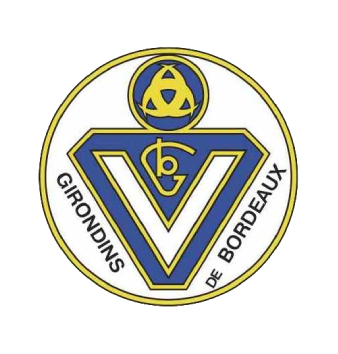
1936-1955
Années 1970.
1980-1990
1990-1993
1993-1996
1996-2001
2001-2020 ; depuis 2021
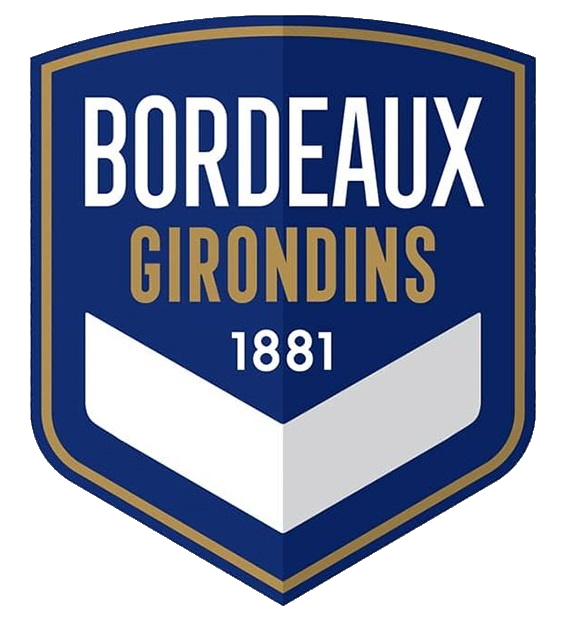
2020-2021

### Sponsors
| Période   | Équipementier  | Sponsor                  |
| --------- | -------------- | ------------------------ |
| 1970-1973 | Le coq sportif | aucun                    |
| 1974      | Le coq sportif | Café de la Côte d'Ivoire |
| 1975–1978 | Le coq sportif | Merlin Aquitaine         |
| 1978–1985 | Adidas         | Malardeau                |
| 1985–1987 | Adidas         | Opel                     |
| 1989–1990 | Line 7 (Noël)  | Opel                     |
| 1990–1991 | Uhlsport       | Opel                     |
| 1991–1992 | Uhlsport       | Shop Salon               |
| 1992–1993 | Uhlsport       | Panzani                  |
| 1993–1995 | ASICS          | Panzani                  |
| 1995-1996 | ASICS          | Alain Afflelou           |
| 1996–1999 | Le Coq sportif | Waïti                    |
| 1999–2000 | Adidas         | GTS Omnicom              |
| 2000–2004 | Adidas         | Siemens Mobile           |
| 2004–2006 | Puma           | Motorola                 |
| 2006–2016 | Puma           | KIA                      |
| 2016–2017 | Puma           | Aucun                    |
| 2017–2018 | Puma           | Sweetcom                 |
| 2017–2018 | Puma           | Bistro Régent            |
| 2018–2020 | Puma           |                          |
| 2020–2021 | Adidas         |                          |
| 2021-2022 | Adidas         | Winamax                  |
| 2022-2025 | Adidas         | Aucun                    |
| 2025-2026 | Hummel         | Aucun                    |

## Résultats sportifs

### Bilan
| Compétition                          | Saisons | Titres | Match joués | Victoires | Nuls | Défaites | Buts marqués | Buts encaissés | Différence | Meilleure performance |
| ------------------------------------ | ------- | ------ | ----------- | --------- | ---- | -------- | ------------ | -------------- | ---------- | --------------------- |
| Championnat de France                | 69      | 6      | 2544        | 1075      | 692  | 777      | 3757         | 3121           | +636       | Vainqueur (6)         |
| Championnat de France D2             | 9       | 1      | 336         | 172       | 82   | 82       | 624          | 386            | +238       | Vainqueur (1)         |
| Bilan Championnat professionnel      | 78      | 7      | 2880        | 1247      | 774  | 859      | 4381         | 3507           | +874       |                       |
| Coupe de France                      | 86      | 4      | 321         | 188       | 48   | 85       | 661          | 367            | +294       | Vainqueur (4)         |
| Coupe de la Ligue                    | 26      | 3      | 64          | 41        | -    | 23       | 102          | 72             | +30        | Vainqueur (3)         |
| Bilan Coupes nationales              | 112     | 7      | 385         | 229       | 48   | 108      | 763          | 439            | +324       |                       |
| Ligue des champions                  | 7       | 0      | 50          | 21        | 16   | 13       | 54           | 54             | 0          | Demi-finaliste        |
| Coupe de l'UEFA/Ligue Europa         | 22      | 0      | 140         | 70        | 27   | 43       | 218          | 180            | +38        | Finaliste             |
| Coupe des Coupes                     | 2       | 0      | 10          | 6         | 1    | 3        | 14           | 10             | +4         | Demi-finaliste        |
| Coupe des villes de foires           | 5       | 0      | 14          | 5         | 1    | 8        | 19           | 28             | -9         | 2e tour               |
| Coupe Intertoto                      | 1       | 1      | 8           | 6         | 2    | 0        | 22           | 5              | +17        | Vainqueur             |
| Bilan européen                       | 37      | 1      | 222         | 108       | 47   | 67       | 327          | 277            | +50        |                       |
| Bilan toutes compétitions confondues | 227     | 15     | 3487        | 1584      | 869  | 1034     | 5471         | 4223           | +1248      |                       |

Mise à jour avant la saison 2023-2024.

### Palmarès
Le tableau suivant récapitule les performances du FC Girondins de Bordeaux dans les diverses compétitions françaises et européennes.
Le club a réalisé le doublé Championnat/Coupe de France en 1987, le triplé Trophée des Champions/Championnat/Coupe de la Ligue en 2009 et le doublé Coupe de France/Coupe Gambardella en 2013.
| Compétitions nationales et régionales | Compétitions internationales |
| --- | --- |
| Championnats - Championnat de France (6) - Champion : 1950, 1984, 1985, 1987, 1999 et 2009 - Vice-champion : 1952, 1965, 1966, 1969, 1983, 1988, 1990, 2006 et 2008 - Championnat de France D2 (1) - Champion : 1992 - Championnat de France amateurs (1935-1971) (3) - Champion : 1937, 1944 et 1953 Coupes - Coupe de France (4) - Vainqueur : 1941, 1986, 1987 et 2013 - Finaliste : 1943, 1952, 1955, 1964, 1968 et 1969 - Coupe de la Ligue (3) - Vainqueur : 2002, 2007 et 2009 - Finaliste : 1997, 1998 et 2010 - Trophée des champions (3) - Vainqueur : 1986, 2008 et 2009 - Coupe Charles Drago (1953-1965) - Finaliste : 1965 Compétitions régionales - Championnat du Sud-Ouest (1) - Champion : 1937 | - Ligue des champions (C1) : - Meilleure performance : demi-finaliste en 1985 - Coupe des Coupes (C2, 1960-1999) - Meilleure performance : demi-finaliste en 1987 - Coupe UEFA (C3) : - Finaliste : 1996 - Coupe Intertoto (1995-2008) (1) - Vainqueur : 1995 - Coupe Latine (1949-1957) : - Finaliste : 1950 - Coupe des Alpes (1960-1987) (1) : - Vainqueur : 1980 - Finaliste : 1972 |

Distinctions et trophées divers
- Classement au Coefficient UEFA actuel : 123e (11 216 points) à l'issue de la saison 2020-2021.
- Tournoi de Paris
  - Vainqueur (1) - 2010
- Distinctions France Football
  - Club de l'année (5) - 1984, 1985, 1986, 1987, 1999
  - Politique de recrutement de l'année (2) - 1989, 2000
  - Politique de jeunes de l'année (3) - 1967, 1972, 2004
  - Entraîneur français de l'année (4) - 1981 et 1984 (Aimé Jacquet), 1999 (Élie Baup) et 2009 (Laurent Blanc)
  - Étoile d'Or Meilleur gardien de Ligue 1 (1) - 2017 Cédric Carrasso
- Distinctions LFP
  - Meilleur buteur championnat de France (3) - 1954 (Édouard Kargu), 1999 (Sylvain Wiltord) et 2002 (Pedro Pauleta)
  - Meilleure attaque du championnat (7) - 1950, 1952, 1969, 1984, 1985, 1987 et 1999
  - Meilleure défense du championnat (7) - 1950, 1963, 1966, 1985, 1987, 1993 et 2006
- Trophée UNFP
  - Trophée d'honneur UNFP (1) - 2006
  - Meilleur joueur (5) - 1996 (Zinédine Zidane), 1999 (Ali Benarbia), 2002 et 2003 (Pedro Miguel Pauleta) et 2009 (Yoann Gourcuff)
  - Meilleur gardien (1) - 2002 (Ulrich Ramé)
  - Meilleur espoir (1) - 1994 (Zinédine Zidane)
  - Meilleur entraîneur (2) - 1999 (Élie Baup), 2008 (Laurent Blanc)
  - Joueurs dans l'équipe-type de la Ligue 1 (8) - 2003 (Pedro Pauleta), 2006 (David Jemmali), 2008 (Wendel), 2009 (Souleymane Diawara, Yoann Gourcuff), 2010 (Michaël Ciani, Yoann Gourcuff, Benoît Trémoulinas et Marouane Chamakh)
  - Plus beau but de Ligue 1 - 2009 (Yoann Gourcuff), 2018 (Malcom)

### Records
| Nom                       | Matchs joués |
| ------------------------- | ------------ |
| Alain Giresse             | 592          |
| Ulrich Ramé               | 525          |
| Jean-Christophe Thouvenel | 489          |
| Guy Calléja               | 433          |
| Gernot Rohr               | 430          |
| Marc Planus               | 381          |
| Jaroslav Plasil           | 367          |
| Édouard Kargulewicz       | 341          |
| Jean Tigana               | 324          |
| Christophe Dugarry        | 324          |
| Cédric Carrasso           | 314          |
| David Jemmali             | 312          |

| Nom                          | Buts |
| ---------------------------- | ---- |
| Alain Giresse                | 179  |
| Édouard Kargulewicz          | 158  |
| Bernard Lacombe              | 136  |
| Laurent Robuschi             | 124  |
| Pauleta                      | 91   |
| Johannes Lambertus de Harder | 88   |
| Didier Couécou               | 84   |
| Marouane Chamakh             | 74   |
| Hector De Bourgoing          | 72   |
| Lilian Laslandes             | 70   |
| Cheick Diabaté               | 66   |
| Henri Arnaudeau              | 65   |

- Plus grand nombre de matchs nuls : 20 (Saison 2004-2005)
- Plus longue invincibilité pour un gardien : Gaëtan Huard (1 176 minutes lors de la saison 1992-93)[114]

## Personnalités

### Propriétaires
Le tableau ci-dessous énumère les différents actionnaires majoritaires qui se sont succédé à la tête des Girondins de Bordeaux,.
| Période                      | Actionnaire majoritaire           |
| ---------------------------- | --------------------------------- |
| 1978 - 1991                  | Claude Bez                        |
| 1991 - 1996                  | Alain Afflelou                    |
| 1996 - avril 1999            | Capitaux privés                   |
| avril 1999 - juillet 2018    | Groupe M6                         |
| juillet 2018 - novembre 2019 | General American Capital Partners |
| novembre 2019 - juillet 2021 | King Street                       |
| Depuis juillet 2021          | Gérard Lopez                      |

### Présidents
| Nom                                    | Période   |
| -------------------------------------- | --------- |
| Georges Boubes                         | 1923-1924 |
| André Goutille                         | 1924-1934 |
| Olivier Lhoste-Clos                    | 1934-1945 |
| Jean Humarau                           | 1945-1957 |
| Jean Michard-Pelissier                 | 1957-1961 |
| Henri Martin                           | 1961-1971 |
| Emile Laurent                          | 1971-1972 |
| Jean Roureau et André Sicard           | 1972-1978 |
| Claude Bez                             | 1978-1990 |
| Alain Afflelou et Jean-Didier Lange    | 1990-1996 |
| Jean-Louis Triaud et Jean-Didier Lange | 1996-1999 |
| Jean-Louis Triaud                      | 1999-2017 |
| Stéphane Martin                        | 2017-2018 |
| Frédéric Longuépée                     | 2018-2021 |
| Gérard Lopez                           | 2021-     |

Le président du club de football est celui de l'omnisports jusqu'à la séparation entre la section football et l'omnisports par convention en date du 14 novembre 1981.
De tous les présidents de l'histoire des Girondins de Bordeaux, Claude Bez est certainement le plus illustre. Souvent présenté comme colérique et orgueilleux, Claude Bez se taille une réputation à la hauteur de son talent. L'histoire retiendra ses fameux échanges avec Bernard Tapie, le président de l'OM à la même époque. Sous sa présidence, Bordeaux connaît ses plus belles heures avec trois titres de champion de France (1984, 1985, 1987), deux Coupe de France (1986 et 1987), ainsi qu'un beau parcours en Coupe d'Europe (demi-finaliste de la C1 en 1985)
L'ancien président du FC Girondins de Bordeaux, Jean-Louis Triaud était en poste depuis décembre 2002. Il a été coprésident entre 1996 et 1999 puis Président entre 1999 et 2002. Sous sa présidence, les Girondins remportent deux titres de Champions de France en 1999 et en 2009, trois Coupes de la Ligue en 2002, 2007 et 2009, une Coupe de France en 2013 et deux Trophées des champions en 2008 et 2009. Depuis 1999, les Girondins de Bordeaux ont participé à 6 reprises à la Coupe UEFA et à 4 reprises à la Ligue des champions. Il quitte son poste le 9 mars 2017 remplacé par Stéphane Martin, ancien banquier.
Après la finalisation du rachat des Girondins par les fonds d'investissements américains GACP et King Street en novembre 2018, Stéphane Martin cède son fauteuil de Président à Joe DaGrosa, Président de GACP en attendant la nomination de Frédéric Longuépée.

### Directeurs sportifs
Le tableau ci-dessous dresse la liste des différents directeurs sportifs qui se sont succédé aux Girondins de Bordeaux.
| Nom                               | Période                       |
| --------------------------------- | ----------------------------- |
| Didier Couécou                    | juillet 1978 — février 1989   |
| Alain Giresse                     | février 1989 — septembre 1990 |
| Patrick Battiston                 | juillet 1991 — juin 1992      |
| Charles Camporro                  | juillet 1992 — février 2006   |
| Eduardo Macia                     | avril 2019 — juillet 2020     |
| Alain Roche                       | août 2020 — août 2021         |
| Admar Lopes (directeur technique) | août 2021 - août 2024         |
| John Williams                     | août 2024 —                   |

### Entraîneurs

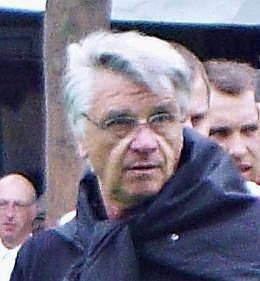
Aimé Jacquet, entraîneur de 1980 à 1989.

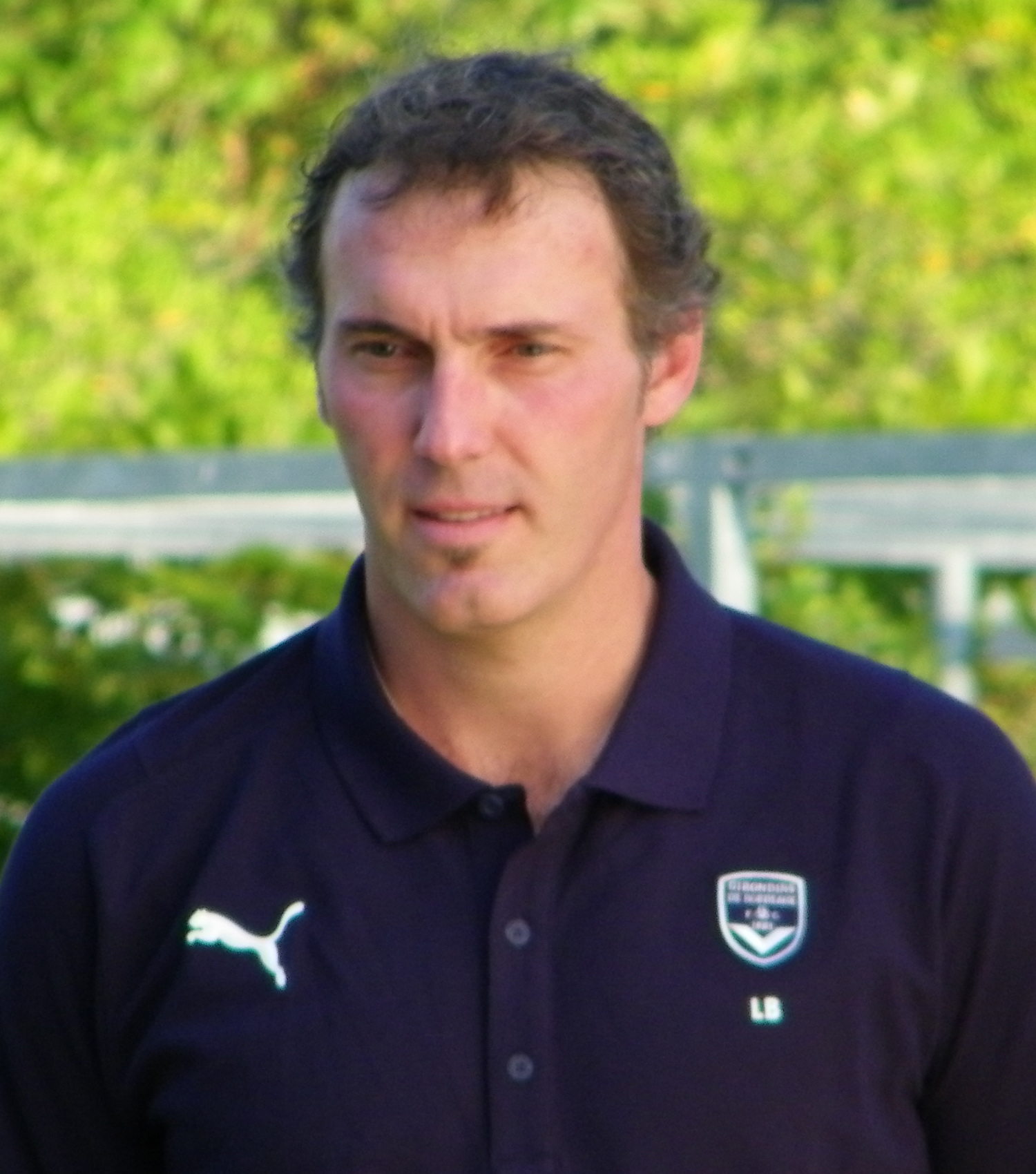
Laurent Blanc, entraîneur de 2007 à 2010.

André Gérard, ancien joueur des Girondins (gardien de but), est l'entraîneur qui a dirigé le plus de matchs de l'histoire des Girondins de Bordeaux. Entre 1947 et 1955 puis entre 1970 et 1972, il a disputé 462 matchs officiels sur le banc des Girondins de Bordeaux. Il remporte le 7 mai 1950 le Championnat de France de football de D1, le premier de l'histoire des Girondins de Bordeaux. Les Girondins de Bordeaux sont sacrés avec 6 points d'avance sur Lille douze mois après leur promotion parmi l'élite : c'est la première équipe à réaliser un tel exploit.
Aimé Jacquet est l'entraîneur le plus titré de l'histoire des Girondins de Bordeaux. Il a dirigé les Girondins pendant 9 années (1980 - 1989) et 420 matchs officiels. Il remportera trois fois le Championnat de France de football en 1984, 1985 et 1987, deux Coupes de France en 1986 et 1987, le Trophée des champions en 1987. Sur le plan européen, il mène le club jusqu'en demi-finale de la Coupe d'Europe des clubs champions 1985 et en demi-finale de la Coupe des coupes 1987.
D'autres entraîneurs laisseront également des traces indélébiles de leur passage au club : Gernot Rohr qui fait remonter le club de la D2 en 1992 et qui mène le club en finale de la Coupe de l'UEFA en 1996, Rolland Courbis, Élie Baup qui remporte le titre de Champion de France en 1999, Ricardo vainqueur de la Coupe de la Ligue en 2007, ou encore Laurent Blanc qui remporte un triplé historique en 2009 : le Trophée des champions, la Coupe de la Ligue et le 6e titre de champion de France de l'histoire des Girondins de Bordeaux. Il mène le club jusqu'en quarts de finale de la Ligue des champions 2010.
| #  | Nom                           | Période                      |
| -- | ----------------------------- | ---------------------------- |
| 1  | Benito Díaz Iraola            | 1937 — 1942                  |
| 2  | Eugène Stern                  | 1942 — 1943                  |
| 3  | Santiago Urtizberea (intérim) | 1943                         |
| 4  | Maurice Bunyan                | 1945 — 1947                  |
| 5  | André Gérard                  | 1947 — 1957                  |
| 6  | Santiago Urtizberea (intérim) | 1957                         |
| 7  | Camille Libar                 | 1957 — 1960                  |
| 8  | Salvador Artigas              | 1960 — 1967                  |
| 9  | Jean-Pierre Bakrim            | 1967 — mars 1970             |
| 10 | Pierre Danzelle (intérim)     | mars — juin 1970             |
| 11 | André Gérard                  | 1970 — 1972                  |
| 12 | Pierre Phelipon               | 1972 — février 1974          |
| 13 | André Menaut                  | février 1974 — décembre 1976 |
| 14 | Christian Montes              | décembre 1976 — 1978         |
| 15 | Luis Carniglia                | 1978 — octobre 1979          |
| 16 | Raymond Goethals              | octobre 1979 — 1980          |
| 17 | Aimé Jacquet                  | 1980 — février 1989          |
| 18 | Didier Couécou (intérim)      | février — juin 1989          |
| 19 | Raymond Goethals              | 1989 — 1990                  |
| 20 | Gernot Rohr (intérim)         | juillet — septembre 1990     |
| 21 | Gérard Gili                   | septembre 1990 — 1991        |
| 22 | Gernot Rohr                   | 1991 — 1992                  |
| 23 | Rolland Courbis               | 1992 — 1994                  |
| 24 | Toni                          | 1994 — mars 1995             |
| 25 | Éric Guérit (intérim)         | avril — juin 1995            |

| #  | Nom                       | Période                      |
| -- | ------------------------- | ---------------------------- |
| 26 | Slavoljub Muslin          | 1995 — février 1996          |
| 27 | Gernot Rohr               | février — juin 1996          |
| 28 | Rolland Courbis           | 1996 — 1997                  |
| 29 | Guy Stéphan               | juillet — décembre 1997      |
| 30 | Élie Baup                 | décembre 1997 — octobre 2003 |
| 31 | Michel Pavon              | octobre 2003 — mai 2005      |
| 32 | Éric Bedouet (intérim)    | mai — juin 2005              |
| 33 | Ricardo                   | 2005 — 2007                  |
| 34 | Laurent Blanc             | 2007 — 2010                  |
| 35 | Jean Tigana               | 2010 — mai 2011              |
| 36 | Éric Bedouet (intérim)    | mai — juin 2011              |
| 37 | Francis Gillot            | 2011 — 2014                  |
| 38 | Willy Sagnol              | 2014 — mars 2016             |
| 39 | Ulrich Ramé (intérim)     | mars — juin 2016             |
| 40 | Jocelyn Gourvennec        | 2016 — janvier 2018          |
| 41 | Éric Bedouet (intérim)    | janvier 2018                 |
| 42 | Gustavo Poyet             | janvier — août 2018          |
| 43 | Éric Bedouet              | août 2018 — mars 2019        |
| 44 | Paulo Sousa               | mars 2019 — août 2020        |
| 45 | Jean-Louis Gasset         | août 2020 — juillet 2021     |
| 46 | Vladimir Petković         | juillet 2021 — février 2022  |
| 47 | Jaroslav Plasil (intérim) | février 2022                 |
| 48 | David Guion               | février 2022 — octobre 2023  |
| 49 | Albert Riera              | octobre 2023 — juillet 2024  |
| 50 | Bruno Irles               | Depuis août 2024             |

### Joueurs

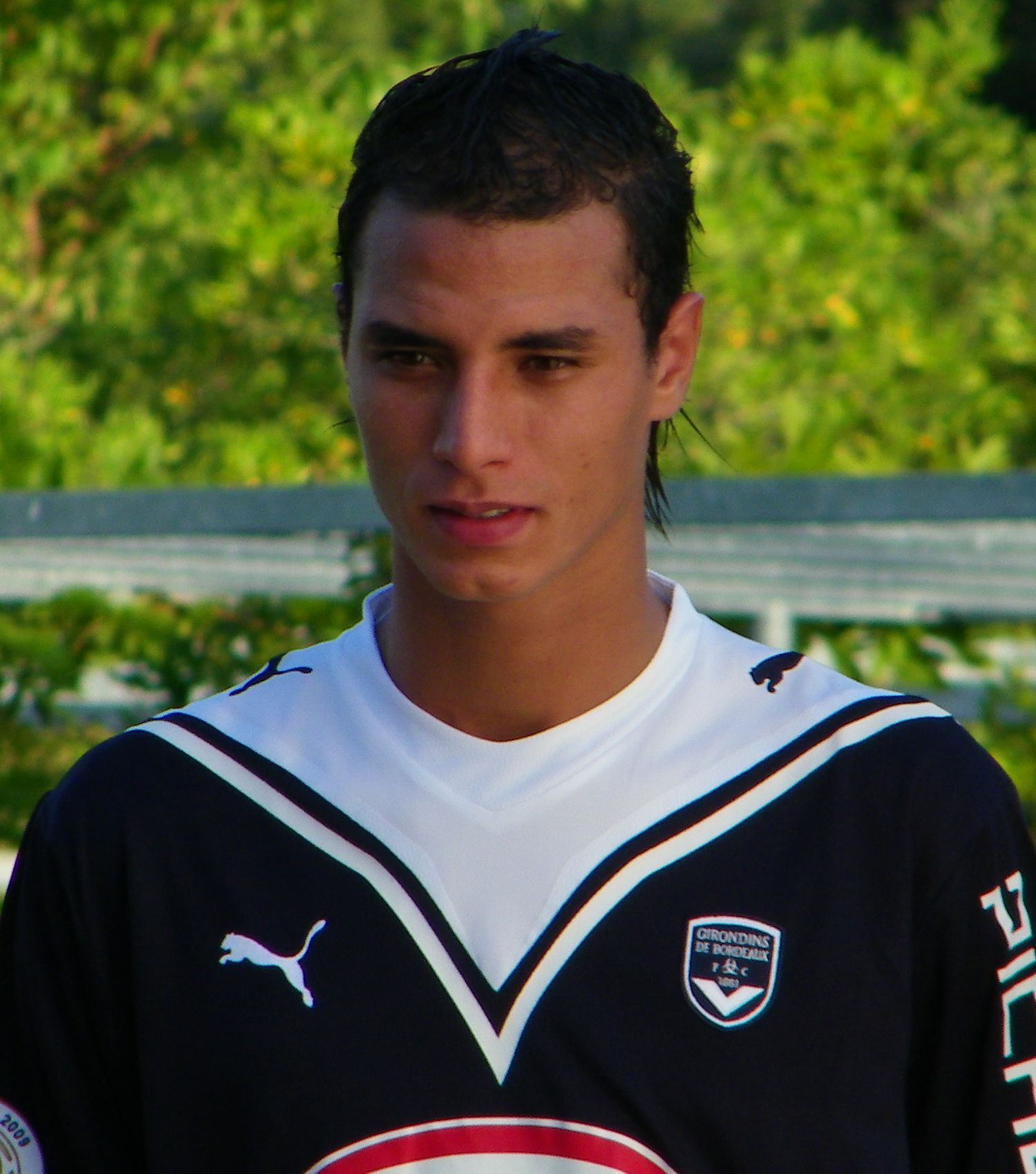
Marouane Chamakh avec Bordeaux.

Dans les premières années des Girondins, les attaquants, Johannes Lambertus de Harder et Édouard Kargu (recordman du nombre de buts inscrits sur une saison pour les Girondins avec 29 réalisations) étaient les meilleurs joueurs de l'équipe et à la fin de leur carrière ils totalisent 105 et 76 buts respectivement et auront joué ensemble de 1949 à 1956.
Alain Giresse est le joueur des Girondins qui aura joué le plus de matchs avec l'équipe avec 587 matchs toutes compétitions confondues. Au cours de ces 587 matchs, il remporte deux titres de champions de France en 1984 et 1985 et a marqué 182 buts, ce qui fait de lui le meilleur buteur et le plus grand joueur de l'histoire du club. Il se classe 2e au classement du ballon d'or en 1982.
Jean Tigana, membre du fameux carré magique en équipe de France comme Alain Giresse, a joué aux Girondins de 1981 à 1989. Il est l'un des plus grands joueurs de l'histoire du club où il a gagné 3 titres de champion de France et 2 coupes de France durant les années 1980, la période la plus faste de l'histoire du club. Il se classe 2e au classement du ballon d'or en 1984. Patrick Battiston, Marius Trésor, Dominique Dropsy, Gernot Rohr, René Girard, Dieter Müller, Bernard Lacombe sont également les joueurs marquants de cette époque glorieuse ponctuée par 2 demi-finales de coupe d'Europe.
Ulrich Ramé, gardien historique des Girondins de Bordeaux, a disputé 524 matchs toutes compétitions confondues avec les Girondins. Il quitte le club en fin de saison 2010-2011.
Le meilleur buteur de l'histoire récente des Girondins est Pauleta, qui commence en Ligue 1 avec Bordeaux. Lors de son premier match dans ce nouveau championnat, il inscrit un coup du chapeau contre le FC Nantes alors qu'il vient tout juste d'arriver en France. Il gagne par la suite avec les Girondins la Coupe de la Ligue de football 2002 ainsi que deux titres de meilleur joueur lors de la cérémonie de remise des trophées UNFP du football en 2002 et 2003.
Autre vainqueur de ce trophée, Zinédine Zidane a réellement explosé au sein des Girondins avec notamment l'épopée des Girondins en coupe de l'UEFA 1996. Il côtoie alors ces années là, deux joueurs formés au club et futurs internationaux A, Bixente Lizarazu et Christophe Dugarry.
On remarquera également Johan Micoud, Sylvain Wiltord ou encore Ali Benarbia, champions de France en 1999. Pour sa première saison aux Girondins de Bordeaux, Yoann Gourcuff a marqué le club en 2009 avec notamment le titre de champion de France et le trophée UNFP 2009 de meilleur joueur du championnat. Marouane Chamakh a connu des débuts difficiles aux Girondins avant de s'imposer et de devenir l'un des symboles du Club.
En 2015, Marc Planus prend sa retraite de joueur des Girondins de Bordeaux, club qu'il a rejoint à l'âge de sept ans. Il y aura ainsi passé toute sa carrière (381 matchs), soit 26 ans de fidélité.
En 2017, Cédric Carrasso au club depuis juin 2009 quitte les Girondins en fin de contrat à la suite de la non-reconduction de son contrat, officialisé au lendemain de l'avant-dernière journée de championnat, contre l'Olympique de Marseille. Le gardien aura disputé 314 matchs sous les couleurs girondines et aura passé huit saisons au Club.

## Effectif actuel
Le premier tableau liste l'effectif des Girondins de Bordeaux pour la saison 2025-2026. Le second recense les prêts effectués par le club lors de cette même saison.
En grisé, les sélections de joueurs internationaux chez les jeunes mais n'ayant jamais été appelés aux échelons supérieurs une fois l'âge-limite dépassé ou les joueurs ayant pris leur retraite internationale.

## Structures du club

### Stades

#### De 1936 à 1958
Les Girondins débutent en 1936 au Parc Suzon à Talence mais jouent également au stade Adrien Marquet (aujourd'hui stade Galin) dans le quartier de La Bastide. Ce n'est qu'après avoir obtenu le titre de Champion de France amateur en 1937 que le club décide de se doter d'un stade pour accueillir des matchs de niveau supérieur (Division 2 saison 1937-1938).
Un terrain est acheté dans le quartier des Chartrons entre la rue Leybardie et la rue Chantecrit . Les tribunes peuvent accueillir 10 000 personnes. Le stade des Chartrons est inauguré le 18 septembre 1938 face à Dunkerque. Il est ensuite utilisé en alternance avec le Parc Lescure jusqu'en 1958.
Les Girondins y jouaient encore lors de leur premier titre de Champion en 1950.
Le stade des Chartrons deviendra terrain d'entrainement jusqu'en 1962. Il sera détruit pour laisser place à des résidences destinées aux populations ouvrières et populaires du quartier de Mériadeck relogées à la suite de la réhabilitation de ce quartier.

#### Le Parc Lescure
Le Parc Lescure est inauguré à l'occasion de la Coupe du Monde 1938 et le FC Girondins de Bordeaux en devient le club résident à cette date, jusqu'en 2015.
D'une capacité actuelle de 34 694 places (32 500 en configuration UEFA), le Parc Lescure détient un record de 40 200 spectateurs établi le 24 avril 1985 lors d'un match de Coupe d'Europe opposant les Girondins de Bordeaux à la Juventus.
Le Parc Lescure est rebaptisé Stade Chaban-Delmas en 2001 et il possède le plus long tunnel de joueurs d'Europe avec une longueur de 120 mètres.
Les Girondins de Bordeaux jouent leur dernier match au stade Chaban-Delmas le 9 mai 2015, un derby de l'Atlantique remporté 2 buts à 1 face au FC Nantes.

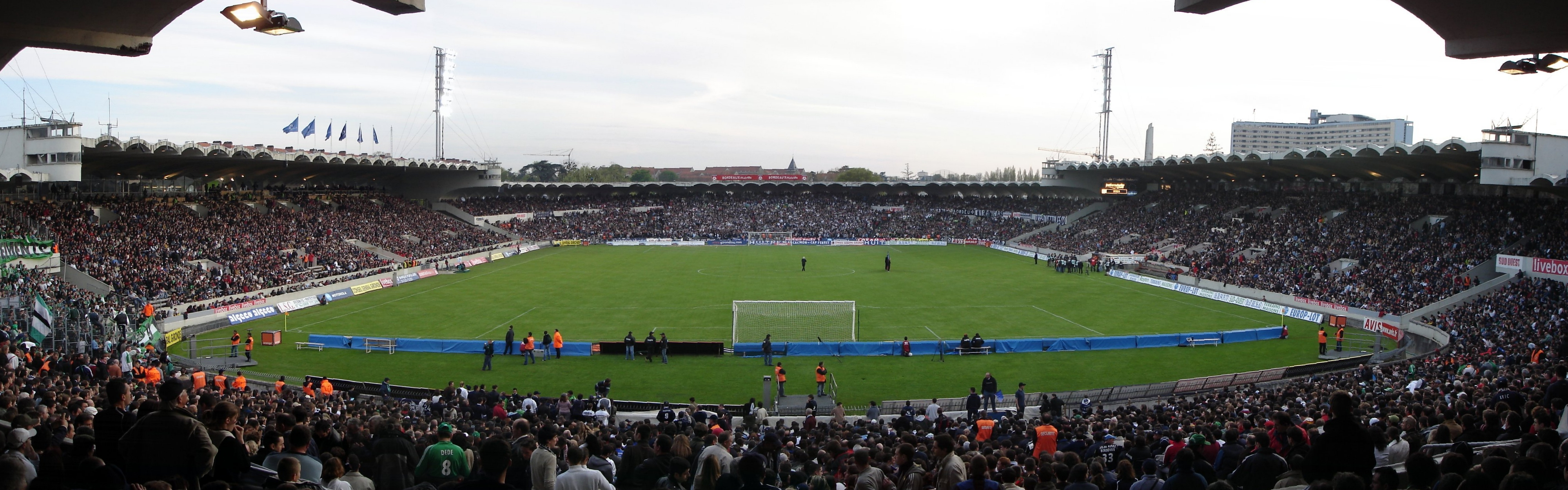
Stade Jacques Chaban-Delmas.

#### Matmut-Atlantique
Le nouveau stade est construit dans le quartier du Lac au nord de Bordeaux. D'une capacité de 42 115 places, il dispose de toutes les normes requises par l'UEFA et peut accueillir, en plus des matchs des Girondins de Bordeaux, des concerts et des matchs internationaux, en particulier ceux du championnat d'Europe de football que la France organise en 2016.
Le 23 mai 2015, à l'occasion de la 38e et dernière journée du Championnat de France de football 2014-2015, a eu lieu le match inaugural du nouveau stade de Bordeaux opposant le FC Girondins de Bordeaux et le Montpellier Hérault Sport Club (victoire 2-1) .
Le record d'affluence est détenu par l'ultime match de la saison 2022-2023 de la Ligue 2, Bordeaux - Rodez ( 0-1 ) du 2 juin 2023 avec 41 591 spectateurs.

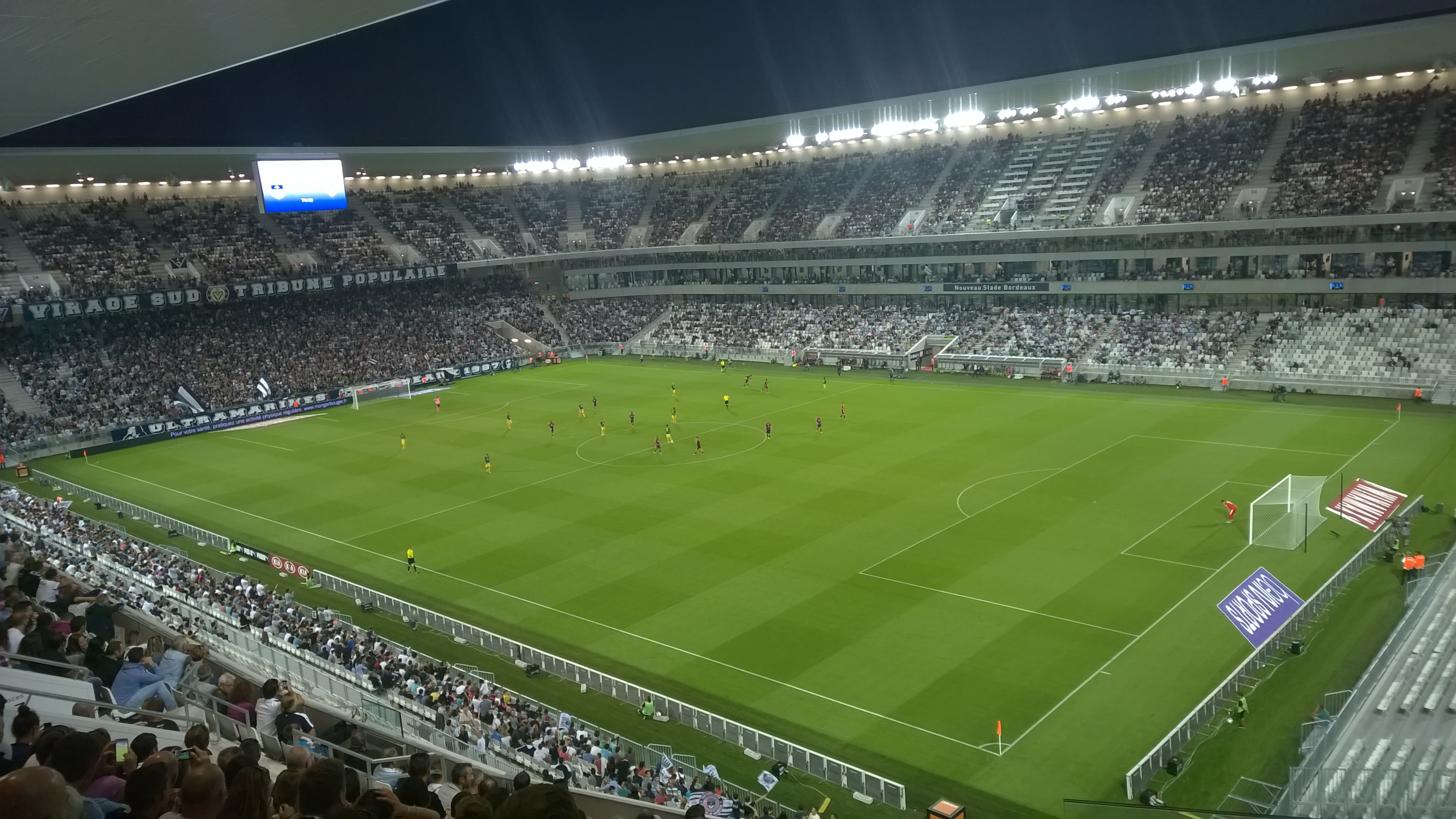
Nouveau Stade de Bordeaux.

| Résultats des Girondins au Matmut-Atlantique | Résultats des Girondins au Matmut-Atlantique | Résultats des Girondins au Matmut-Atlantique | Résultats des Girondins au Matmut-Atlantique | Résultats des Girondins au Matmut-Atlantique | Résultats des Girondins au Matmut-Atlantique | Résultats des Girondins au Matmut-Atlantique | Résultats des Girondins au Matmut-Atlantique | Résultats des Girondins au Matmut-Atlantique | Résultats des Girondins au Matmut-Atlantique | Résultats des Girondins au Matmut-Atlantique |
| Saison                                       | Matchs                                       | Matchs                                       | Matchs                                       | Matchs                                       | Buts                                         | Buts                                         | Buts                                         | Stats                                        | Stats                                        | Stats                                        |
|                                              | J                                            | V                                            | N                                            | D                                            | BP                                           | BC                                           | Diff.                                        | Vic. %                                       | Nul %                                        | Déf. %                                       |
| -------------------------------------------- | -------------------------------------------- | -------------------------------------------- | -------------------------------------------- | -------------------------------------------- | -------------------------------------------- | -------------------------------------------- | -------------------------------------------- | -------------------------------------------- | -------------------------------------------- | -------------------------------------------- |
| 2014-2015                                    | 1                                            | 1                                            | 0                                            | 0                                            | 2                                            | 1                                            | +1                                           | 100%                                         | 0%                                           | 0%                                           |
| 2015-2016                                    | 27                                           | 12                                           | 9                                            | 6                                            | 42                                           | 28                                           | +14                                          | 45%                                          | 33%                                          | 22%                                          |
| 2016-2017                                    | 24                                           | 13                                           | 6                                            | 5                                            | 38                                           | 29                                           | +9                                           | 54%                                          | 25%                                          | 21%                                          |
| 2017-2018                                    | 20                                           | 10                                           | 4                                            | 6                                            | 29                                           | 24                                           | +5                                           | 50%                                          | 20%                                          | 30%                                          |
| 2018-2019                                    | 27                                           | 12                                           | 7                                            | 8                                            | 35                                           | 27                                           | +8                                           | 44%                                          | 26%                                          | 30%                                          |
| 2019-2020                                    | 15                                           | 6                                            | 5                                            | 4                                            | 23                                           | 12                                           | +11                                          | 40%                                          | 33%                                          | 27%                                          |
| 2020-2021                                    | 20                                           | 7                                            | 4                                            | 9                                            | 19                                           | 23                                           | -4                                           | 35%                                          | 20%                                          | 45%                                          |
| 2021-2022                                    | 20                                           | 4                                            | 7                                            | 9                                            | 35                                           | 33                                           | +2                                           | 20%                                          | 35%                                          | 45%                                          |
| 2022-2023                                    | 19                                           | 12                                           | 4                                            | 3                                            | 28                                           | 12                                           | +16                                          | 63%                                          | 21%                                          | 16%                                          |
| 2023-2024                                    | 9                                            | 3                                            | 3                                            | 3                                            | 9                                            | 9                                            | 0                                            | 33%                                          | 33%                                          | 33%                                          |
| Total                                        | 182                                          | 80                                           | 49                                           | 53                                           | 260                                          | 198                                          | +62                                          | 44,0%                                        | 26,9%                                        | 29,1%                                        |

#### Stade Sainte-Germaine
Après la rétrogradation en championnat de France de football de National 2 à l'été 2024, les Girondins de Bordeaux ont joué au Stade Sainte-Germaine, situé depuis 1899 au Bouscat, commune du nord-ouest de Bordeaux. C'est le plus ancien des stades bordelais et il appartient à la mairie de Bordeaux. Les Girondins retrouvent le Matmut Atlantique le 21 septembre 2024 contre Châteaubriand à la suite d'un accord trouvé entre le club et l'exploitant SBA.

### Centre de formation

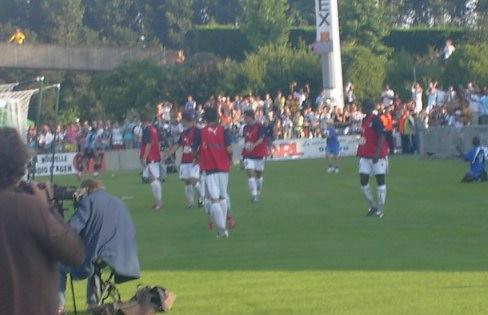
Remplaçants de Bordeaux issus du centre de formation.

Le Centre International du FC Girondins de Bordeaux, qui se situe au Haillan, comprend non seulement des terrains d'entrainement pour les différentes équipes des Girondins mais aussi les studios de Girondins TV et le centre administratif du club.
Le centre Pro est constitué des terrains d’entraînement dévolus à l’équipe première avec un accès direct, d’un côté, vers le terrain synthétique et, de l’autre, vers le terrain gazonné. Ce bâtiment lumineux et vitré favorise l’intégration des Pros dans leur environnement. L’organisation du complexe permet au public présent aux entraînements de se disposer aux abords des terrains et à la presse d’avoir les contacts qui lui sont indispensables. La présence des administratifs et commerciaux, des équipes rattachées au Club, la proximité avec le Centre de formation, favorisent le maintien d’un « Esprit Club » auquel les Girondins demeurent très attachés.
Le centre de formation des Girondins de Bordeaux est réputé comme l'un des meilleurs de France. Il a révélé beaucoup de grands joueurs qui auront fait carrière plus tard en équipe de France comme Alain Giresse, Christophe Dugarry ou Bixente Lizarazu, ou dans d'autres sélections nationales comme Marouane Chamakh. Récemment des joueurs prometteurs issus du centre de formation sont promis à une grande carrière comme Aurélien Tchouaméni et Jules Koundé.
Patrick Battiston est le responsable du centre de formation. Pierre Labat (Pierrot) est lui la cheville ouvrière du centre et le père de substitution de tous ces jeunes joueurs éloignés de leur famille.

#### Château Bel-Air

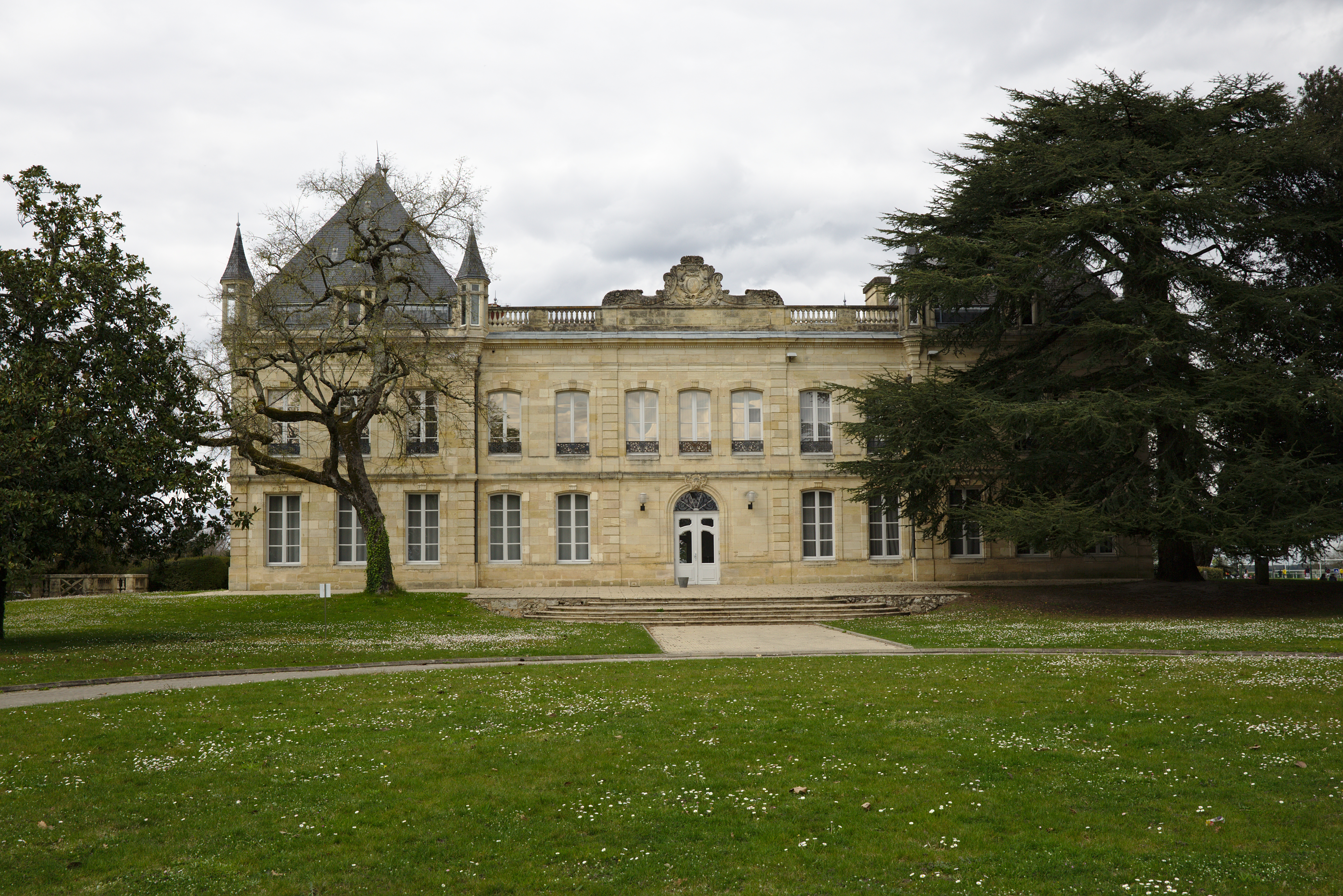
Château Bel-Air.

Le Château du Haillan est situé au cœur du site exceptionnel de la Plaine du Haillan. C’est le siège administratif du FC Girondins de Bordeaux.
Pendant la guerre de cent ans le domaine, alors appelé propriété Lanneblanque, fut un lieu de bataille important entre Anglais et Français.
Jusqu’au XIXe siècle, la propriété changea plusieurs fois de propriétaire. C’est en 1845 que le nouvel acquéreur de Lanneblanque, M. Francisco Antonio de Los Heros changea le nom de la propriété en Château de Bel Air.
Le 23 août 1944, tout le bois de la propriété fut déchiqueté par l’explosion des munitions allemandes entreposées sur le domaine. Au départ des Allemands, la propriété a été pillée.
En 1963, devant la difficulté de trouver des ouvriers agricoles, la propriété est devenue inexploitable et la ville en acheta une grande partie pour y installer divers services : vastes terrains de sports, école d’horticulture, serre des jardins de Bordeaux… La ville devient ainsi le dernier et l’actuel propriétaire du château de Bel Air.
En 1986, sous l’époque Bez, le projet de création d’un centre International de football fut adopté par le Conseil Municipal. Le FC Girondins de Bordeaux devint le maître d’œuvre et quitta ainsi le domaine de Rocquevielle à Mérignac.
Actuellement, les commodités du château permettent de créer un lieu agréable pour les partenaires, les administratifs et les invités. Le centre professionnel, de nombreux terrains gazonnés et le centre de formation font également de cette propriété un domaine exceptionnel pour un club de football.

### Boutiques officielles
Le FC Girondins de Bordeaux dispose de 2 boutiques officielles : l'une en centre-ville dans la rue Sainte Catherine et l'autre, le Megastore, au stade Matmut Atlantique. Le club dispose aussi d'une boutique en ligne via son site officiel.

## Autres équipes
| Équipes réserves | Équipe des moins de 19 ans | Équipe des moins de 18 ans (disparue) | Équipes des moins de 17 ans (2 équipes) | Équipe des moins de 15 ans |
| - Championnat de France amateurs (1935-1971) : - Vainqueur (1) - 1953 - Finaliste (1) - 1952 - Championnat DH Sud-Ouest : - Vainqueur (2) - 1970 et 1987 - Coupe d'Aquitaine : - Vainqueur (21) - 1935, de 1951 à 1957, 1959, 1962, 1965, 1966, 1969, 1971, 1989, 1993, 1994, 1995, 1997, 2001 et 2007 - Finaliste (1) - 2017 | - Championnat National U19 : - Vainqueur (1) - 2017 - Coupe Gambardella : - Vainqueur (2) - 1976, 2013 - Finaliste (1) - 2008 - Trophée des centres de formation : - Vainqueur (2) - 2007, 2008 - Championnat Régional U19 : - Vainqueur (5) - 1985, 1988, 1998, 1999 et 2001 | - Championnat National U18 : - Finaliste (1) - 2009 - Coupe des 18 ans - Challenge Gaston Sarraute : - Vainqueur (15) - 1956, 1957, 1960, 1962, 1964, 1967, 1974, 1975, 1976, 1982, 1985, 1988, 1998, 2000 et 2001 | - Championnat National U17 : - Vainqueur (2) - 1998 et 1999 - Finaliste (1) - 2001 - Championnat Régional U17 : - Vainqueur (15) - 1985, 1991, 1992, 1993, 1994, 1995, 1998, 1999, 2001, 2003, 2004, 2007, 2008, 2009 et 2010 - Tournoi de Montaigu : - Vainqueur (7) - 1984, 1986, 1987, 1989, 2001, 2005 et 2012 - Finaliste (2) - 1985, 2011 | - U15 Régionaux - Division Honneur : - Vainqueur (13) - 1985, 1987, 1988, 1989, 1990, 1993, 1994, 1995, 1996, 1999, 2001, 2005 et 2010 - U15 Régionaux - Promotion Honneur : - Vainqueur (2) - 1992 et 1996 - Coupe Fouchy des 15 ans : - Vainqueur (9) - 1983, 1989, 1993, 1994, 2003, 2004, 2005 et 2007 |

### Équipe réserve
En 2024-2025, l'équipe réserve des Girondins évolue dans le Championnat de France de football de National 3.
En grisé, les sélections de joueurs internationaux chez les jeunes mais n'ayant jamais été appelés aux échelons supérieurs une fois l'âge-limite dépassé ou les joueurs ayant pris leur retraite internationale.

### Sections jeunes
Le FCGB comprend nombre de formations de jeunes, de l'école de football aux juniors. Ces derniers disputent la Coupe Gambardella qu'ils ont remporté en 1976 et en 2013.

### Section féminine
À l'image d'autres clubs de Ligue 1, les Girondins de Bordeaux souhaitaient créer leur section féminine. Après avoir écarté l'idée de la création d'une section féminine à la base, le président bordelais Jean-Louis Triaud a choisi de se tourner vers un rapprochement avec l'ES Blanquefort qui dispose d'une équipe en Division 2. En juillet 2015, la section féminine de l'Entente sportive blanquefortaise devient la section féminine des Girondins de Bordeaux. À la fin de la saison 2015-2016, l'équipe monte en Division 1. À l'issue de la saison 2020-2021, le club accède pour la première fois de son histoire à la Ligue des Champions en terminant à la 3e place du classement de la Division 1.
Après des résultats encourageants en D1, le club se trouve en difficulté. Les Girondines devaient évoluer en Division 2 pour la saison 2024/2025 mais la DNCG a exclu le club de tout championnat national.

## Aspects juridiques et économiques
Le FC Girondins de Bordeaux est une société anonyme sportive professionnelle (SASP). Cette société est liée par convention à l'association loi de 1901 de l'Association FC Girondins de Bordeaux qui gère le centre de formation et les équipes amateurs du club. L'association est titulaire du numéro d'affiliation de la Fédération française de football, la SASP possède 100 % du capital. Après la revente des parts de GACP à King Street en novembre 2019, le fonds d'investissement King Street détient, via sa filiale La Dynamie SAS, 99,99 % du capital du FC Girondins de Bordeaux. L'association FC Girondins de Bordeaux détient les 0,01 % restants.

### Éléments comptables
Le budget prévisionnel du FC Girondins de Bordeaux pour la saison 2012-2013 de Ligue 1 est de 75 millions d'euros ; c'est le cinquième budget de Ligue 1.
Le budget prévisionnel du club a connu plusieurs hausses au fil des saisons en Ligue 1 et des participations régulières aux coupes d'Europe pour être aujourd'hui l'un des plus gros budgets du Championnat. Depuis 2010, le budget prévisionnel du Club est en baisse en raison de saisons sportives irrégulières et de non-qualification en Coupe d'Europe de manière régulière.
Historique du budget prévisionnel du FC Girondins de Bordeaux
| Saison      | 2007-2008 | 2008-2009 | 2009-2010 | 2010-2011 | 2011-2012 | 2012-2013 | 2013-2014 | 2014-2015 | 2015-2016 | 2016-2017 | 2017-2018 | 2018-2019 | 2019-2020 | 2020-2021 | 2021-2022 | 2022-2023 | 2023-2024 |
| Championnat |           |           |           |           |           |           |           | Ligue 1   |           |           |           |           |           |           |           | Ligue 2   | Ligue 2   |
| Budget      | 55 M€     | 71 M€     | 100 M€    | 85 M€     | 70 M€     | 75 M€     | 58 M€     | 55 M€     | 60 M€     | 60 M€     | 65 M€     | 70 M€     | 70 M€     | 65 M€     | 112 M€    | 40 M€     | 42 M€     |
| Classement  | 4e        | 3e        | 3e        | 3e        | 5e        | 5e        | 7e        | 6e        | 7e        | 7e        | 6e        | 7e        | 12e       | 11e       | 6e        | 1er       | 1er       |

Le FC Girondins de Bordeaux a réalisé un bénéfice de 2,2 M€ en 2009-2010. Il doit cet excédent à son parcours en Ligue des champions (quart de finaliste en 2009/2010) qui a engendré des recettes télévisuelles supplémentaires ainsi que des recettes de billetterie. Le FCGB est fortement dépendant comme les autres clubs de Ligue 1 des droits audiovisuels qui représentent 57 % des ressources (65,3 M€). Le poste sponsoring et publicité avec 11,8 M€ soit 10 % du total. Les recettes liées aux matchs contribuent à hauteur de 15 M€, soit 13 %. Le club reçoit d'autres produits à hauteur de 23 M€. En 2009/2010, malgré une 6e place en Championnat et une non-qualification européenne, le FC Girondins de Bordeaux présente un solde excédentaire de 2,2 M€.
La situation financière des Girondins se dégrade fortement lors des saisons 2010/2011 et 2011/2012 du fait de la non-qualification du club en Ligue des champions. Les recettes billetterie et merchandising se contractent fortement alors que le club continue d'avoir un train de vie élevé en raison d'une masse salariale importante malgré une diminution notable entre 2010 et 2011. Le club enregistre au terme de l'exercice 2010/2011, un déficit de près de 20 millions d'euros que les transferts réalisés lors du mercato estival 2010 ramèneront aux alentours de 7 millions d'euros.
Extrait du compte de résultat du FC Girondins de Bordeaux en millions d'euros
| Saison    | Championnat | Produits | Produits | Produits | Produits | Produits | Produits | Charges | Charges | Rés. expl. | Mutation | Rés. net |
| Saison    | Championnat | Matchs   | Spons.   | Subv.    | TV       | Merch.   | Total    | Rémun.  | Total   | Rés. expl. | Mutation | Rés. net |
| --------- | ----------- | -------- | -------- | -------- | -------- | -------- | -------- | ------- | ------- | ---------- | -------- | -------- |
| 2004-2005 | Ligue 1     | 5,6      | 7,7      | 1,2      | 12,3     | 10,2     | 44,1     | 20,2    | 46,9    | - 2,8      | + 4,9    | - 1,2    |
| 2005-2006 | Ligue 1     | 6,2      | 8,2      | 1,3      | 34,6     | 2,8      | 59,4     | 27,4    | 63,1    | - 3,7      | + 6,6    | + 2,5    |
| 2006-2007 | Ligue 1     | 9,4      | 9,4      | 1,2      | 46,1     | 2,3      | 76       | 29,1    | 66,2    | + 9,8      | + 0,4    | + 11     |
| 2007-2008 | Ligue 1     | 7,3      | 9,6      | 1,2      | 40,6     | 3        | 67,8     | 35,8    | 79,9    | - 12,1     | + 18     | + 4,2    |
| 2008-2009 | Ligue 1     | 10,9     | 11,4     | nc       | 62,2     | nc       | 99,8     | 55,9    | 100     | - 0,2      | + 6,5    | + 4,1    |
| 2009-2010 | Ligue 1     | 15,1     | 11,9     | nc       | 65,3     | 23,4     | 115,8    | 61,9    | 106,4   | + 9,4      | - 1,4    | + 2,2    |
| 2010-2011 | Ligue 1     | 7,5      | 11       | nc       | 34,8     | 12,5     | 66,03    | 52,4    | 86,09   | - 20,05    | + 12,4   | - 7,04   |
| 2011-2012 | Ligue 1     | 5,9      | 10,6     | nc       | 37,05    | 11,4     | 65,12    | 55,2    | 82,9    | - 17,89    | + 3,72   | - 14,73  |
| 2012-2013 | Ligue 1     | 7,3      | 10,2     | nc       | 41,9     | 11,6     | 71,2     | 56,4    | 83,4    | - 12,2     | + 4,06   | - 7,7    |
| 2013-2014 | Ligue 1     | 5,9      | 9,7      | nc       | 39,3     | 11,4     | 66,5     | 55,9    | 81,8    | - 15,2     | + 7,02   | - 7,6    |
| 2014-2015 | Ligue 1     | 7,2      | 8,9      | nc       | 32,5     | 9,9      | 58,7     | 50,9    | 77,4    | - 18,6     | + 4,7    | - 13,4   |
| 2015-2016 | Ligue 1     | 9,9      | 12,9     | nc       | 33       | 11,7     | 67,6     | 50,4    | 88      | - 20,3     | + 5,9    | - 5,5    |
| 2016-2017 | Ligue 1     | 8,3      | 10,5     | nc       | 38,5     | 9,1      | 66,4     | 47,0    | 84,8    | - 18,3     | + 10,1   | - 14,5   |
| 2017-2018 | Ligue 1     | 8,4      | 6,5      | nc       | 37,4     | 9,7      | 67,9     | 59,6    | 107,6   | - 39,6     | nc       | - 21,1   |
| 2018-2019 | Ligue 1     | 13,7     | 6,1      | nc       | 43,7     | 2,3      | 71,3     | 60,5    | 126,9   | - 55,3     | + 38,6   | - 25,7   |
| 2019-2020 | Ligue 1     | 7,5      | 7,5      | nc       | 21,1     | nc       | 54       | 72,5    | 125,5   | - 70,7     | + 48,6   | - 34,9   |
| 2020-2021 | Ligue 1     | 0,1      | 2,9      | nc       | 23,8     | nc       | 48,9     | 65,7    | 108,0   | - 67,2     | + 9      | - 67     |
| 2021-2022 | Ligue 1     | 7,6      | 6,4      | nc       | 20,6     | nc       | 49,5     | 56,5    | 123,4   | - 73,9     | + 19     | - 53,1   |

Légende : Matchs = recettes matchs avec billetterie (inclus hospitalités à partir de 2018/2019), Spons. = sponsors et publicités, Subv. = subventions des collectivités, TV = droits audiovisuels, Merch. = merchandising, Rémun. = rémunérations du personnel, Rés. expl. = résultat d'exploitation, Mutation = résultat exceptionnel (indemnités de mutation), Rés. net = résultat net.

#### Transferts les plus coûteux
Le transfert entrant le plus onéreux de l'histoire du club est celui de l'international français Yoann Gourcuff en provenance de l'AC Milan pour un montant estimé à 13,5 M€ lors du mercato d'été 2008.
Concernant les transferts sortants, la plus grosse vente est celle du brésilien Malcom à Barcelone pour 41 M€ en juillet 2018.
Les deux tableaux ci-dessous synthétisent les plus grosses ventes et achats de joueurs dans l'histoire du club bordelais.
| Rang | Joueur                  | Montant | Provenance           | Date             |
| 1er  | Yoann Gourcuff          | 13,5 M€ | AC Milan             | 1er juillet 2009 |
| ---- | ----------------------- | ------- | -------------------- | ---------------- |
| 2e   | Christian               | 12,2 M€ | Paris Saint-Germain  | 30 juin 2001     |
| 3e   | Rémi Oudin              | 10 M€   | Stade de Reims       | 9 janvier 2020   |
| 4e   | Pauleta                 | 9,1 M€  | Deportivo La Corogne | 1er juillet 2000 |
| 5e   | Fernando Cavenaghi      | 9 M€    | Spartak Moscou       | 20 janvier 2007  |
| 5e   | Jean-Claude Darcheville | 9 M€    | FC Lorient           | 1er juillet 2002 |
| 7e   | Samuel Kalu             | 8,5 M€  | KAA La Gantoise      | 6 août 2018      |
| 8e   | Cédric Carrasso         | 8 M€    | Toulouse FC          | 1er juillet 2009 |
| 8e   | Nicolas de Préville     | 8 M€    | LOSC Lille           | 31 août 2017     |
| 10e  | Jonathan Cafu           | 7,5 M€  | Ludogorets Razgrad   | 9 août 2017      |

| Rang | Joueur              | Montant | Destination         | Date             |
| 1er  | Malcom              | 41 M€   | FC Barcelone        | 24 juillet 2018  |
| ---- | ------------------- | ------- | ------------------- | ---------------- |
| 2e   | Jules Koundé        | 25 M€   | Séville FC          | 3 juillet 2019   |
| 3e   | Yoann Gourcuff      | 22 M€   | Olympique lyonnais  | 25 août 2010     |
| 4e   | Aurélien Tchouaméni | 18 M€   | AS Monaco FC        | 29 janvier 2020  |
| 5e   | Sylvain Wiltord     | 17,5 M€ | Arsenal FC          | 26 août 2000     |
| 6e   | Sékou Mara          | 13 M€   | Southampton FC      | 25 juillet 2022  |
| 7e   | Adam Ounas          | 12 M€   | SSC Naples          | 4 juillet 2017   |
| 7e   | Ibrahim Ba          | 12 M€   | AC Milan            | 23 juillet 1997  |
| 9e   | Wahbi Khazri        | 11,8 M€ | Sunderland AFC      | 30 janvier 2016  |
| 10e  | Pauleta             | 11 M€   | Paris Saint-Germain | 1er juillet 2003 |

### Sponsors et équipementiers
Le FC Girondins de Bordeaux change régulièrement d’équipementier au cours de son histoire. Le coq sportif équipe le club de 1970 à 1980 et de 1996 à 1999, puis Adidas de 1980 à 1988, Uhlsport de 1988 à 1991, ASICS de 1991 à 1996. Adidas redevient équipementier de 2000 à 2004. Puma est l'équipementier de 2004 à 2020. Adidas fait son retour pour la saison 2020-2021, s'engageant sur cinq ans.
De nombreux « sponsors maillot » ont posé leurs marques sur la tunique girondine : Café de Côte d'Ivoire en 1974, Merlin Aquitaine en 1976 et 1977, Malardeau, Sud Radio, Opel dans les années 1980, Shop Saloon, Panzani, Alain Afflelou, Waïti dans les années 1990. depuis 2000, GTA Unicom, M6, Siemens et Motorola se sont succédé sur le maillot girondin.
Après de nombreuses années (depuis 2006) en tant que sponsor principal, Kia décide d'arrêter l'aventure en 2016. Depuis son départ, les Girondins de Bordeaux sont toujours à la recherche d'un sponsor maillot.
Ils bénéficient aussi de nombreux sponsors : le groupe SWEETCOM, la chaîne de restauration Bistro Régent, le site web Winamax, l'entreprise de météo SportsWeather, le restaurant thaïlandais Pitaya ou encore la grande entreprise d'électro-ménager Boulanger. Le club comprend aussi de nombreux partenaires comme le journal Sud Ouest et l'opérateur téléphonique Orange.
Depuis 2019, les Girondins de Bordeaux sont sponsorisés par Bistro Régent et Betclic.
Par ailleurs, la Ville de Bordeaux, le Conseil départemental de Gironde et le Conseil régional d'Aquitaine sont les partenaires institutionnels du club.

## Soutien et image

### Supporters

Logo des Ultramarines 1987 pour fêter leurs 20 ans.

#### Tribune «Virage Sud»
Les premiers groupes de supporters organisés s'inspirant du modèle italien apparaissent à Lescure au milieu des années 1980 et en août 1986 dont les Ultramarines que l'on voit pour la première fois lors d'un match contre le FC Metz.
Au début des années 1990, un nouveau groupe voit le jour, les Blue Devils. Avec la descente en deuxième division en 1991, les Girondins abandonnent les couleurs « marine et blanc » et les groupes changent de nom: les Ultras Bordeaux 1987 et les Devils Bordeaux. En 1994, les deux groupes associent leurs efforts au sein du Collectif Virage Sud (CVS) pour faciliter leurs activités (ils partagent même en commun un local). Deux ans plus tard, avec le retour aux couleurs « Marine et Blanc » les Ultras redeviennent les Ultramarines.
Au début des années 2000, les groupes fêtent leurs anniversaires : 15 ans pour les Ultramarines en 2002, 10 ans pour le CVS en 2004 et 15 ans pour les Devils en 2005. En novembre 2006, les Devils Bordeaux annoncent leur dissolution, laissant seuls les Ultramarines en bas du virage sud alors qu'en haut du virage se forment 2 groupes constitués à l'origine par des Ultramarines de la première génération : les Piranhas et les Irréductibles.
Les Ultramarines ont des sections ultras un peu partout en France (les plus connues sont la Dordogne, la Charente, la Vienne, la Haute Savoie et l'Ile-de-France). Une nouvelle section située à Reims « Les Girondins de Champagne » voit le jour en 2007 et une autre en 2008 en Franche-Comté. Ces sections permettent de fédérer des supporters de tout l'hexagone qui supportent le club à domicile et en déplacement.

#### Tribune «Virage Nord»
De nombreux groupes de supporters se sont succédé dans le virage nord mais sans grand succès.
Le Bordeaux Kop Nord est le premier groupe organisé, il réalise le plus grand drapeau d’Europe sorti régulièrement lors de la saison de D2 en 1992/1993. Puis viennent les Rouges et Blancs également en virage bas et ensuite les Vikings (en virage Centre). En 1999, après le titre de champion de France, les Alliés Nord, fondés le 3 décembre 1999, occupent le virage centre avec les Kop Marines. De la fusion de ces deux groupes, lors de la saison 2001-2002, naît le groupe des Partisans 33 Bordeaux.
En début de saison 2004/2005, le groupe est reformé entre les Partisans 33 et les Alliés Nord, tous deux dissous depuis.
En 2009 est créé le groupe des Oceanics Nords Bordeu, rapidement dissous.
En début d'année 2023, est créée au virage nord, la North Gate Bordeaux, par des supporters issus en majorité du virage sud.

### Rivalités entre supporters
Dans les années 1980, deux présidents charismatiques aux ambitions démesurées font naître une rivalité entre le Bordeaux de Claude Bez et le Marseille de Bernard Tapie. Cette opposition se prolonge en 1998/99 et 2008/09 avec deux duels au bénéfice des Girondins qui deviennent Champions de France.
Au niveau régional, la rivalité historique est celle qui oppose les Girondins au FC Nantes pour le derby de l'Atlantique. Une rivalité régionale plus récente existe désormais également avec Toulouse : le Derby de la Garonne.
D'autres rivalités suivies d'incidents existent (ou ont existé) avec Paris, Lyon, Nice, Strasbourg, Montpellier, Lille, Cannes, Toulon, Metz et Caen.

### Affluence
Avec une affluence de 500 000 personnes par saison, les matchs sont le 1er spectacle en Aquitaine.
Le 9 juin 2022, au terme de la saison 2021-2022 qui fera descendre le club en deuxième division, les Girondins de Bordeaux vont annoncer à leurs abonnés par communiqué que la capacité commerciale du Matmut Atlantique sera abaissée à 22 000 spectateurs pour la saison de Ligue 2 2022-2023.
Le tableau ci-dessous recense les moyennes d’affluence sur les 20 dernières saisons et les évolutions en termes de pourcentage.
| Saison    | Affluence moyenne  | Taux de remplissage | Évolution en % |
| --------- | ------------------ | ------------------- | -------------- |
| 2003-2004 | 23 490 spectateurs | 67,71 %             | - 13,08 %      |
| 2004-2005 | 23 474 spectateurs | 67,66 %             | - 0,07 %       |
| 2005-2006 | 24 247 spectateurs | 69,89 %             | + 3,29 %       |
| 2006-2007 | 24 901 spectateurs | 71,77 %             | + 2,70 %       |
| 2007-2008 | 25 490 spectateurs | 73,47 %             | + 2,90 %       |
| 2008-2009 | 26 953 spectateurs | 77,69 %             | + 5,74 %       |
| 2009-2010 | 29 267 spectateurs | 84,36 %             | + 8,58 %       |
| 2010-2011 | 24 967 spectateurs | 71,96 %             | - 14,70 %      |
| 2011-2012 | 20 712 spectateurs | 59,70 %             | - 17,02 %      |
| 2012-2013 | 19 403 spectateurs | 55,93 %             | - 6,32 %       |
| 2013-2014 | 18 833 spectateurs | 54,28 %             | - 2,93 %       |
| 2014-2015 | 23 463 spectateurs | 67,25 %             | + 24,58 %      |
| 2015-2016 | 23 407 spectateurs | 55,58 %             | - 0,24 %       |
| 2016-2017 | 21 909 spectateurs | 52,02 %             | - 6,40 %       |
| 2017-2018 | 25 812 spectateurs | 61,29 %             | + 17,81 %      |
| 2018-2019 | 18 836 spectateurs | 44,72 %             | - 27,02 %      |
| 2019-2020 | 23 427 spectateurs | 55,63 %             | + 24,37 %      |
| 2020-2021 | 460 spectateurs    | 1,09 %              | - 98.04 %      |
| 2021-2022 | 22 767 spectateurs | 54,06 %             | + 4 849.35 %   |
| 2022-2023 | 21 720 spectateurs | 51,59 %             | - 4.59 %       |
| 2023-2024 | 24 237 spectateurs | 83,01 %             | + 11.59 %      |

Mise à jour le 17 décembre 2023.

### Médias

#### Internet
Le site officiel du club Girondins.com relaie depuis 2002 les informations du club. La rédaction du site partage celle de Girondins mag, qui se situe au Haillan.

#### Web TV et magazine officiel
À l'orée de la saison 2007-2008, une web TV est inaugurée sous le nom de GdBWebTV. Elle retransmet tous les matchs des Girondins à partir de minuit, mais diffuse également reportages, interviews et autres matchs de légende. Le concept sera toutefois délaissé pour une nouvelle chaîne consacrée exclusivement aux Girondins. En effet, la chaîne Girondins TV est inaugurée le 14 août 2008 sur les réseaux Canalsat et Orange. Le journaliste de M6 Jean-Philippe Doux, apparu dans d'autres émissions relatives au ballon rond comme 100 % Foot, est l'un des présentateurs de la chaîne (93 sur Canal Satellite).
Le club dispose de son magazine mensuel officiel, Girondins mag, créé en interne par le club. Durant la saison, le magazine sort à chaque début de mois, à l'exception du mois de juillet où il ne parait pas pour cause de trêve estivale. Il est vendu partout en France au prix unique de 3 € 50. La rédaction se situe au sein même du club, au château du Haillan, rue Joliot Curie.

#### Radio
Trois radios locales diffusaient l’intégralité des matchs du FC Girondins de Bordeaux en 2023 : ARL Aquitaine Radio Live, 
France Bleu Gironde et ForEver. Désormais, en 2024, seule la radio ForEver suit encore tous les matchs en intégralité même en N2 avec Julien Bée aux commentaires. Une émission/Podcast est d'ailleurs proposée toutes les semaines. Coups Francs, une émission hebdo qui permet à des supporters de donner leurs avis sur l'actualité du club.

## Superleague Formula
Les Girondins de Bordeaux intègrent la Superleague Formula lors des saisons 2010 et 2011. Ce championnat automobile, créé en 2008, regroupe des écuries portant les couleurs des équipes de football qui les parrainent. Il s'agit de monoplaces toutes identiques dont le moteur est un V12 qui propose 750 chevaux.
En 2010, l'un des quatre pilotes au volant de la monoplace est notamment Franck Montagny, ancien pilote de Formule 1. Ils finiront 11e. En 2011, il s'agit de Tristan Gommendy qui signe une pole position lors du premier grand-prix de la saison.

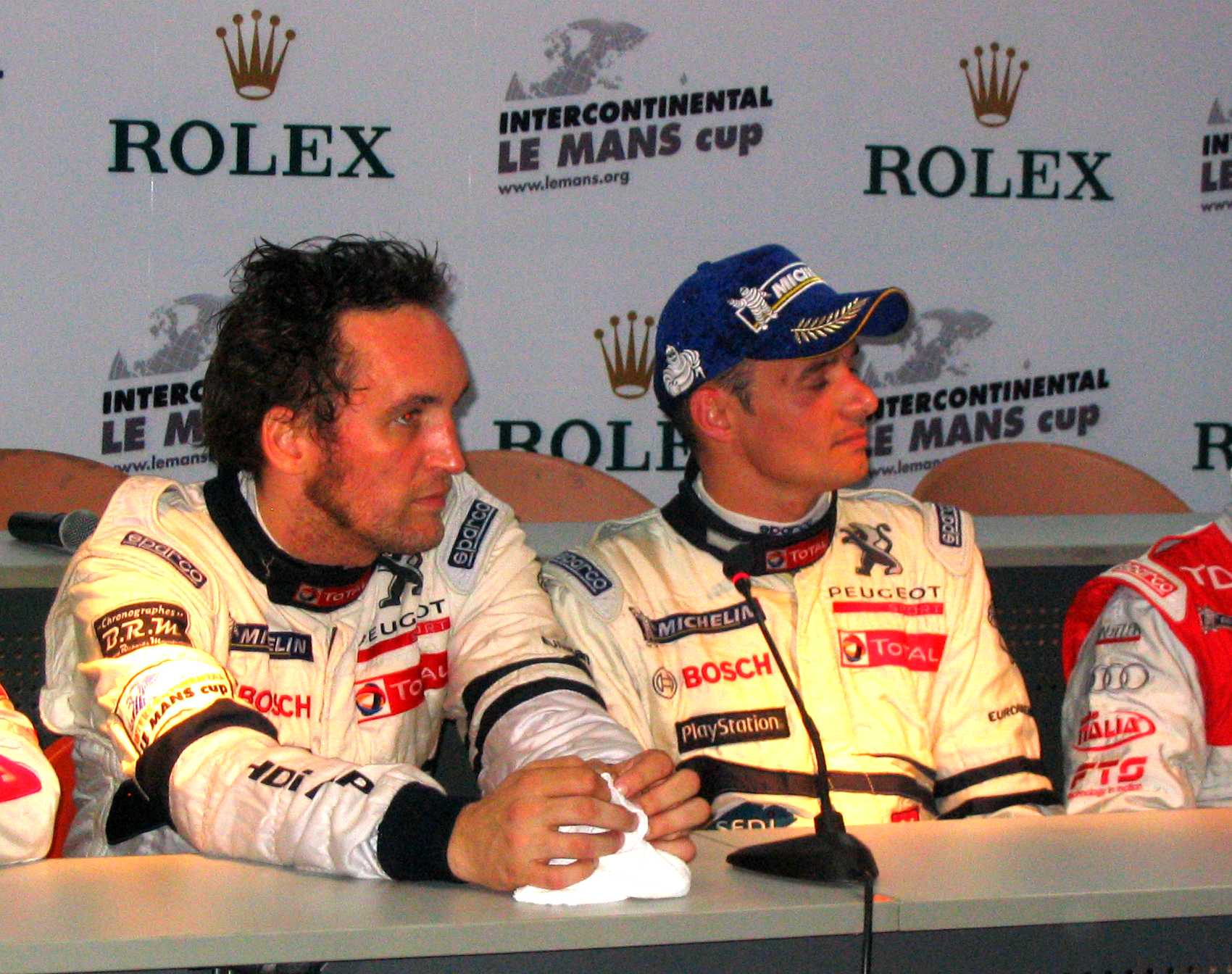
Premier pilote Franck Montagny.
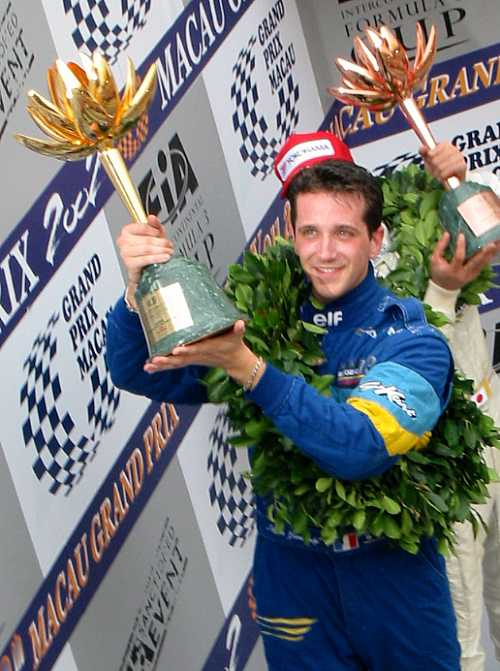
Le pilote 2011 Tristan Gommendy.